# Islam en Chine
 (juillet 2023).
La mise en forme du texte ne suit pas les recommandations de Wikipédia : il faut le « wikifier ».
Les points d'amélioration suivants sont les cas les plus fréquents. Le détail des points à revoir est peut-être précisé sur la page de discussion.
- Les titres sont pré-formatés par le logiciel. Ils ne sont ni en capitales, ni en gras.
- Le texte ne doit pas être écrit en capitales (les noms de famille non plus), ni en gras, ni en italique, ni en « petit »…
- Le gras n'est utilisé que pour surligner le titre de l'article dans l'introduction, une seule fois.
- L'italique est rarement utilisé : mots en langue étrangère, titres d'œuvres, noms de bateaux, etc.
- Les citations ne sont pas en italique mais en corps de texte normal. Elles sont entourées par des guillemets français : « et ».
- Les listes à puces sont à éviter, des paragraphes rédigés étant largement préférés. Les tableaux sont à réserver à la présentation de données structurées (résultats, etc.).
- Les appels de note de bas de page (petits chiffres en exposant, introduits par l'outil «  Source ») sont à placer entre la fin de phrase et le point final[comme ça].
- Les liens internes (vers d'autres articles de Wikipédia) sont à choisir avec parcimonie. Créez des liens vers des articles approfondissant le sujet. Les termes génériques sans rapport avec le sujet sont à éviter, ainsi que les répétitions de liens vers un même terme.
- Les liens externes sont à placer uniquement dans une section « Liens externes », à la fin de l'article. Ces liens sont à choisir avec parcimonie suivant les règles définies. Si un lien sert de source à l'article, son insertion dans le texte est à faire par les notes de bas de page.
- La présentation des références doit suivre les conventions bibliographiques. Il est recommandé d'utiliser les modèles {{Ouvrage}}, {{Chapitre}}, {{Article}}, {{Lien web}} et/ou {{Bibliographie}}. Le mode d'édition visuel peut mettre en forme automatiquement les références.
- Insérer une infobox (cadre d'informations à droite) n'est pas obligatoire pour parachever la mise en page.

Pour une aide détaillée, merci de consulter Aide:Wikification.
Si vous pensez que ces points ont été résolus, vous pouvez retirer ce bandeau et améliorer la mise en forme d'un autre article.
Voir aussi
L'islam en Chine (chinois : 伊斯兰教 ; pinyin : yīsīlán jiào ; litt. « enseignement de l'islam ») est riche de son passé et de son héritage. L'histoire de l'islam en Chine est des plus anciennes, remontant aux alentours de 650,, lorsque Sa`d ibn Abi Waqqas est envoyé comme représentant auprès de l'empereur Tang Gaozong, durant le règne du calife Othmân ibn Affân. Le nombre de musulmans en RPC est estimé entre 30 et 80 millions suivant les sources,. L'État communiste commence par lutter contre toutes les religions pendant les années 1950, puis les interdit pendant la révolution culturelle (1966-1976) avant de graduellement mettre en place un système de liberté sous contrôle avec l'arrivée de Deng Xiaoping au pouvoir. L'islam est géré par l'Association islamique de Chine, une association étatique à laquelle doit s'affilier tout musulman.
Parmi les différents groupes ethniques musulmans de la RPC, les plus nombreux sont les Huis. Les Huis sont implantés sur tout le territoire de la RPC et principalement dans le Nord-Ouest du pays ainsi que sur la côte, dans le Henan et le Yunnan. Une autre partie de la population musulmane de Chine est située au Xinjiang. Dans leur majorité, ces musulmans ne sont pas Hans mais d'origine turque (Principalement des Ouïghours, mais aussi des Kazakhs, Kirghizes, Tatars...) ou mongole (Dongxiang). Conscient de l'importance stratégique du Xinjiang, le gouvernement chinois a doté la province d'un statut d'autonomie qui laisse une plus grande liberté à la pratique de l'islam (éducation religieuse encadrée, pèlerinage à La Mecque, construction de mosquées, etc) tant que cela passe par l'Association islamique de Chine. Dans son rapport pour 2008, l'organisation Human Rights Watch critique fortement la répression et le contrôle de l'État sur la pratique religieuse des Ouïghours. On trouve également des communautés musulmanes moins nombreuses, mais non négligeables, dans les provinces du Ningxia, du Gansu et du Qinghai. Sur les 55 minorités officiellement reconnus en Chine, dix sont majoritairement de confession musulmane sunnite.
Divers groupes dissidents d'associations de musulmans chinois indiquent 132 millions de Musulmans en Chine, en considérant les Huis Musulmans dont on ignore le nombre total d'individus.

## Histoire

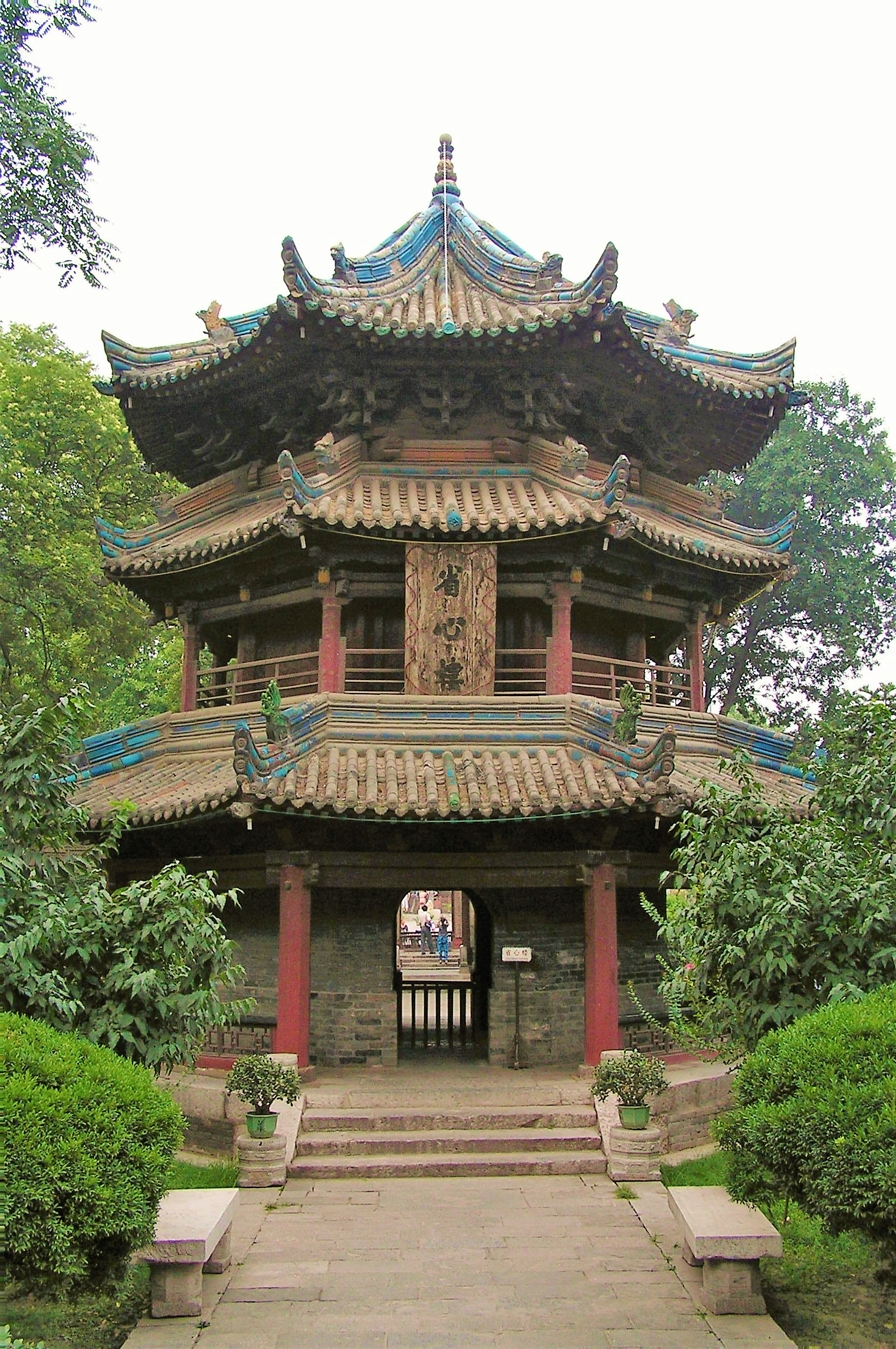
La Grande mosquée de Xi'an, une des plus anciennes mosquées en Chine

La route de la soie est un terme désignant une série de routes commerciales terrestres allant de la Mer Méditerranée a l’Extrême-Orient, dont les premières traces remontent a 1000 avant J.-C. et qui ont continué à être utilisées pendant des millénaires, jusqu'à la chute de la dynastie Yuan. Peu de temps après la naissance de l'Islam et l’extension rapide de l'empire des premiers Califes, les commerçants musulmans sont de plus en plus nombreux à arpenter cette route de la soie, jusqu’à représenter l'immense majorité de ceux qui l'utilisent. En se déplaçant vers l'Orient, ces commerçants apportent en Asie de l'est non seulement leurs marchandises, mais aussi leur culture et leurs croyances. L'Islam est l'une des nombreuses religions qui se répandent progressivement sur la route de la soie entre le VIIe et le Xe siècle, par la guerre, le commerce et les échanges diplomatiques.

### Dynastie Tang

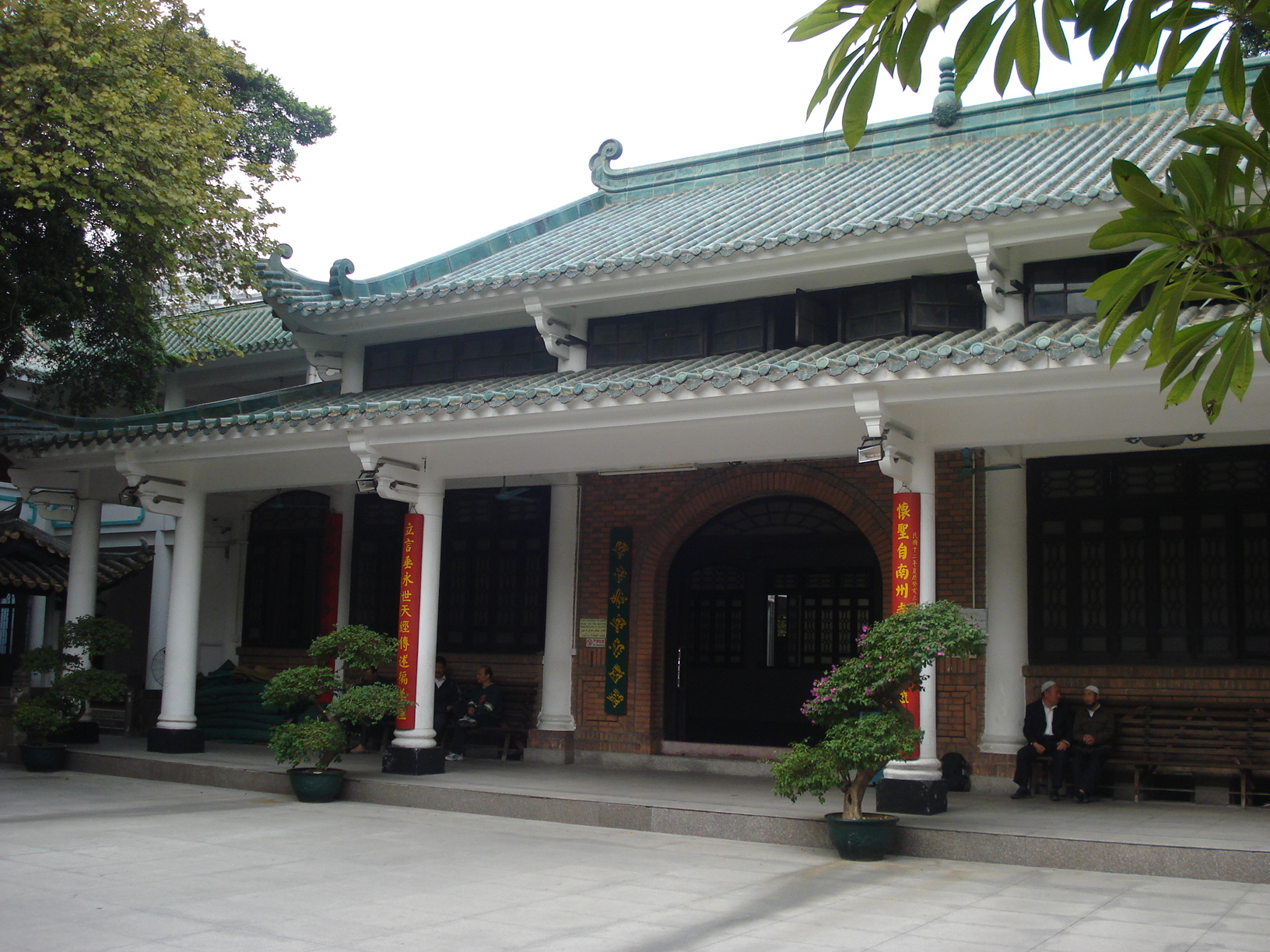
La mosquée de Huaisheng est une des plus anciennes mosquées du monde. La tradition attribue sa construction a Sa`d ibn Abi Waqqas, un cousin et compagnon de Mahomet

L'introduction de l'Islam en Chine se fait principalement par deux voies : une arrivant du sud-est et suivant un chemin passant par Canton et une arrivant du nord-ouest via la route de la soie.
Selon l'histoire traditionnelle musulmane, l'islam est introduit en Chine par une délégation envoyée par le troisième calife, Othmân ibn Affân, en 651, moins de vingt ans après le décès du prophète Mahomet. Cette délégation est dirigée par Sa`d ibn Abi Waqqas, qui est à la fois l'oncle maternel et un des Sahaba (compagnons) du prophète. Elle comprend également Sayid, Wahab ibn Abu Kabcha et d'autres Sahaba,. Selon d'autres sources, Wahab Abu Kabcha serait arrivé seul, à Canton, par la voie maritime, en l'an 629. Ils sont reçus par l'empereur Tang Gaozong, qui ordonne la construction de la mosquée Huaisheng à Canton, en mémoire de Mahomet,. Bien que les historiens modernes n'aient pas trouvé de preuves de la venue de Waqqās en personne en Chine, ils pensent que des diplomates et marchands musulmans sont arrivés en Chine moins de quelques décennies après l'Hégire.
La première partie de la période de la dynastie Tang est caractérisée par une culture cosmopolite, des contacts importants avec l'Asie centrale et ses grandes communautés (à l'origine non musulmans) de marchands d'Asie centrale et occidentale résidant dans les villes chinoises; ce qui peut favoriser l'introduction de l'islam en Chine. Les premières communautés musulmanes a s'établir en Chine sont constitués de marchands Arabes et Perses. Sous les dynasties Tang et encore plus sous les Song, on trouve ces communautés de marchands relativement bien établies, bien que quelque peu isolées, dans les ports de Canton, Quanzhou (province du Fujian), et Hangzhou (province du Zhejiang), mais également à l'intérieur des terres à Chang'an, Kaifeng et Yangzhou. Ces échanges stimulent également la création de la céramique islamique dès le IXe siècle, influencée par les porcelaines chinoises importées.

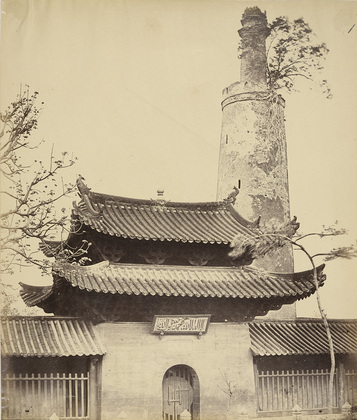
Minaret Guang Ta de la mosquée de, Huaisheng, Guangzhou, Chine.Photographie de Felice Beato, avril 1860.

Selon les chroniques chinoises, en 758, des pirates arabes et persans, qui ont probablement leur base dans un port de l'île de Hainan, saccagent Guangzhou, ce qui détourne une partie du commerce vers le nord du Vietnam et la région de Chaozhou, près de la frontière du Fujian. En l'an 760, lors du massacre de Yangzhou, des rebelles s'emparent de la ville et massacrent des étrangers, principalement des commerçants arabes et persans, qui sont ciblés pour leur richesse. De même, vers 879, lors du massacre de Guangzhou des rebelles sous les ordres de Huang Chao, tuent entre 120 000 à 200 000 étrangers, pour la plupart arabes et persans, après avoir pris le contrôle de la ville.
Ces deux massacres ont la particularité de viser les étrangers pour leur richesse supposée et non pour leur religion. En effet, l'Islam occupe alors une place très marginale en Chine, principalement parce que les marchands musulmans sont là surtout pour le commerce et ne font pas du tout de prosélytisme. C'est grâce à ce « profil bas » que l'édit anti bouddhiste de 845 ne dit absolument rien sur l'Islam, alors que, malgré son nom, il ne se limite pas au bouddhisme mais instaure une persécution d'État dirigée contre toutes les religions jugées d'origine étrangère et a provoqué la quasi-disparition du zoroastrisme et du nestorianisme en Chine,,.

### Dynastie Song

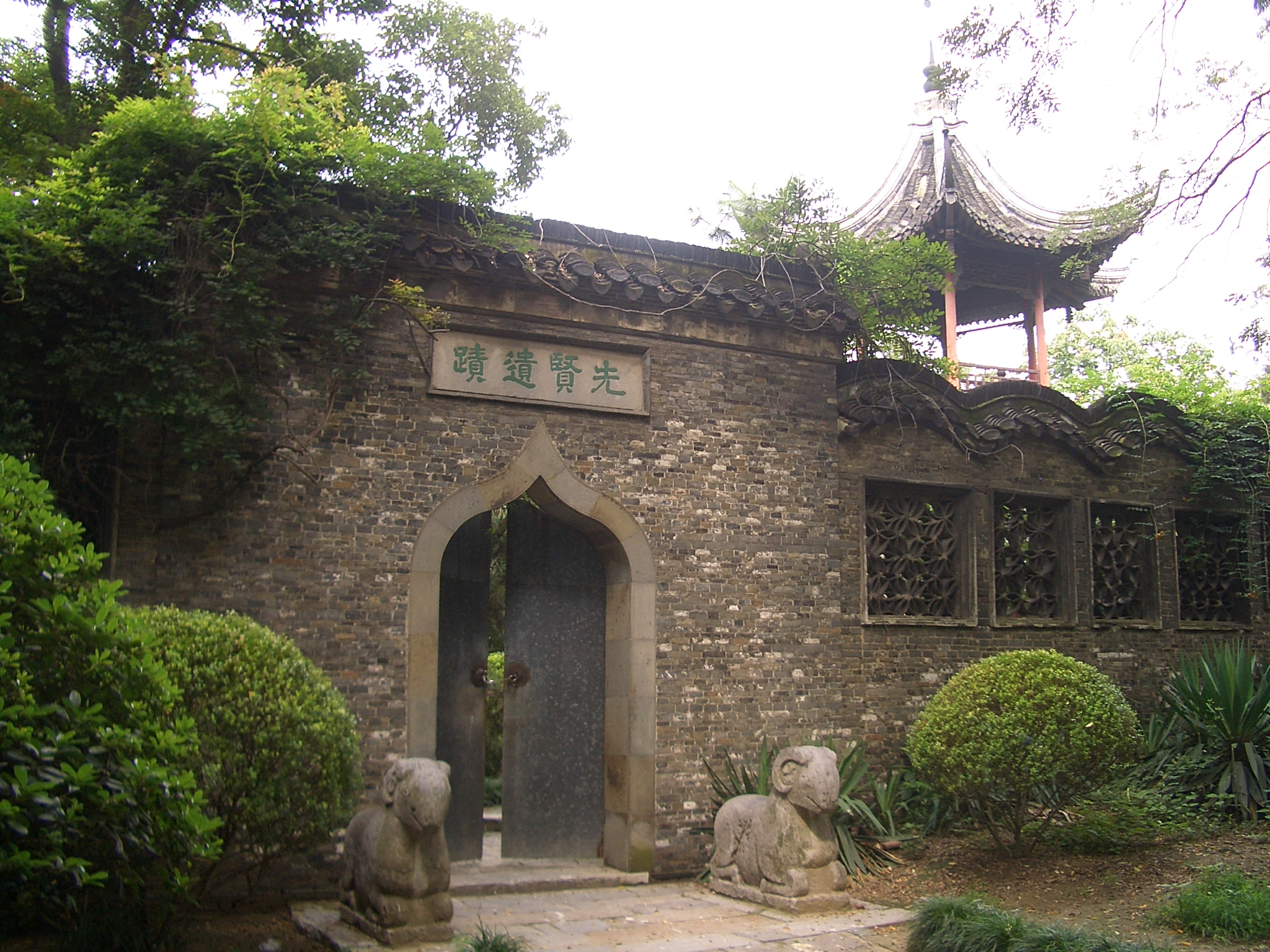
Mausolée Puhaddinà Yangzhou

Sous la dynastie Song, les musulmans jouent un rôle important dans l'industrie d'import/export,. Un bon exemple de leur poids durant cette période est le fait que le poste de directeur général du transport maritime n'est confié qu'à des musulmans. En 1070, l'empereur Shenzong invite 5 300 musulmans de Boukhara à s'installer en Chine, afin de créer une zone tampon entre les empires chinois et Liao, ce dernier étant situé au nord-est des terres des Song. Plus tard, ces hommes sont déplacés et ré-installés entre la capitale Song de Kaifeng et Yenching (Yanjing (燕京, yànjīng), l'actuel Pékin). Ces migrants volontaires sont dirigés par le prince Amir Sayyid « So-fei-er »,, qui est habituellement surnommé le « père de la communauté musulmane en Chine ». Avant lui, l'islam est appelé par les Chinois Dashi fa (« loi des Arabes »). Il lui donne le nom de Huihui Jiao(« la religion des Huihui »).
Dans son ouvrage Xi'an Daxuexi Alley Mosque: Historical and Architectural Study , l'archéologue égyptien Hamada Hagras rapporte qu' « en 1080, un autre groupe de plus de 10 000 hommes et femmes arabes serait arrivé en Chine à cheval pour rejoindre le So-fei-er. Ces personnes se sont installées dans toutes les provinces ».
Pu Shougeng, un commerçant musulman étranger, se distingue par l'aide qu'il a apporté aux Yuan durant leur conquête du sud de la Chine, le dernier bastion du pouvoir Song. En 1276, les Song tentent de résister aux attaques des Mongols, qui cherchent à prendre le contrôle de Fuzhou. Le Yuan Shi, qui est l'histoire officielle de la dynastie Yuan, rapporte que Pu Shougeng « a abandonné la cause des Song et a rejeté l'empereur...à la fin de l'année, Quanzhou s'est soumis aux Mongols ». Lorsqu'il abandonne la cause des Song, Pu Shougeng mobilise des troupes de la communauté des résidents étrangers, qui massacrent la famille et les proches de l'empereur Song, ainsi que les fidèles de ce dernier. Pu Shougeng et ses troupes agissent sans l'aide de l'armée mongole. Par la suite, Shougeng est richement récompensé par les Mongols, qui le nomment commissaire militaire pour le Fujian et le Guangdong.

#### Tombe de l'Imam Asim et Mazaar de l'imam Zafar Sadiq

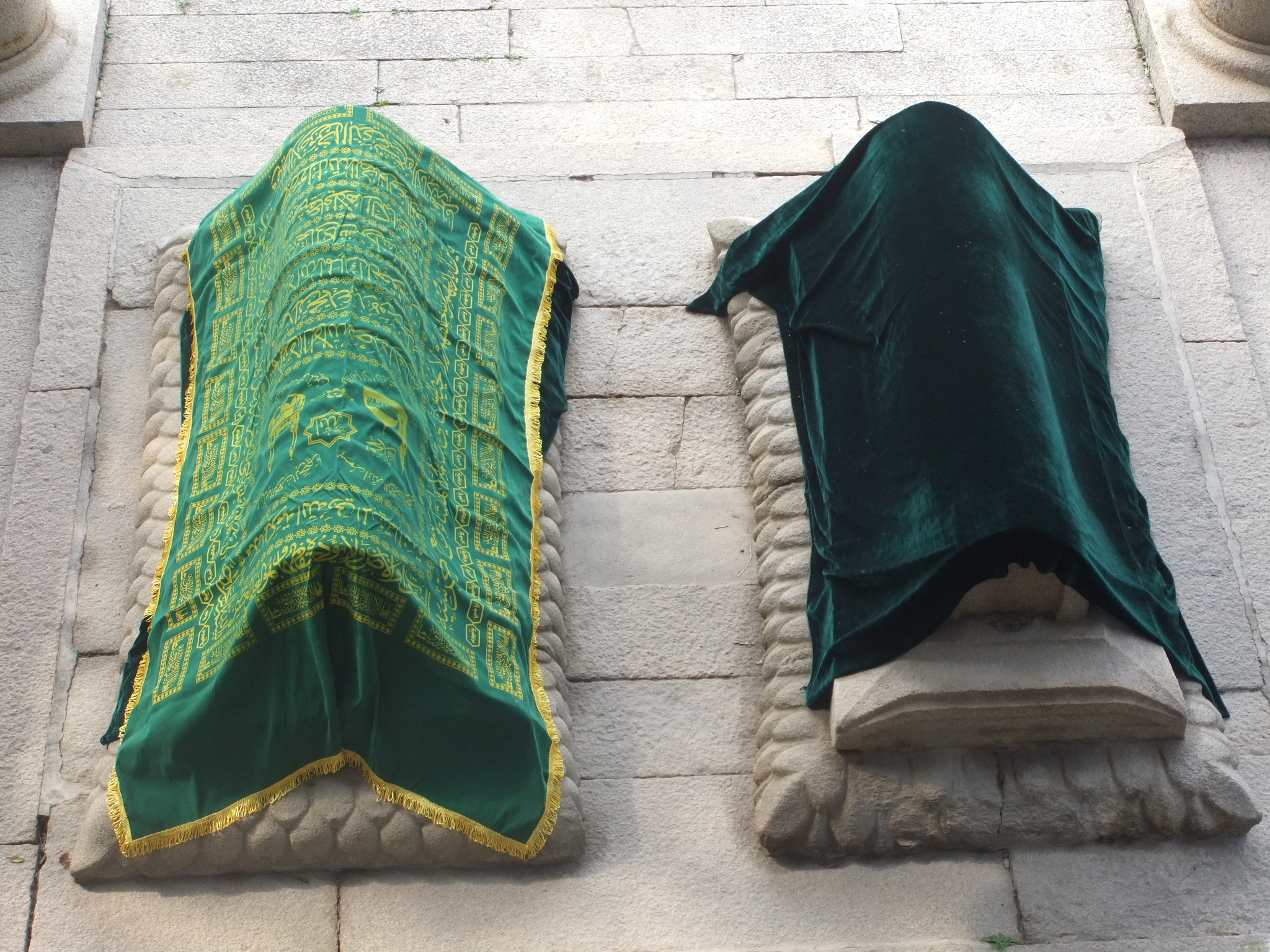
Les tombes de Sa-Ke-Zu et Wu-Ko-Shun aux monts Qingyuan, Quanzhou

« Sur les contreforts des monts Qingyuan se trouvent les tombes de deux des quatre compagnons que le prophète Mahomet a envoyé vers l'est pour prêcher l'islam. Connues sous le nom de "tombes saintes", elles abritent les compagnons Sa-Ke-Zu et Wu-Ko-Shun. Les deux autres compagnons sont allés à Guangzhou et à Yangzhou ». L'imam Asim, dont le nom s'écrit également Hashim, aurait été l'un des premiers missionnaires musulmans à arriver en Chine. Il aurait vécu vers l'an 1000 de notre ère à Hotan. Le site du sanctuaire comprend la tombe réputée être celle de l'imam, une mosquée et plusieurs tombes connexes. On y trouve également le mazar de l'imam Zafar Sadiq.

### Dynastie Yuan
Selon Hamada Hagras : « Avec la Chine unifiée par la dynastie Yuan, les commerçants étaient libres de traverser la Chine sans entraves. Les Mongols, conscients de l'impact du commerce, étaient désireux d'améliorer les infrastructures chinoises pour assurer la circulation des marchandises. Un projet majeur a été la réparation et l'inauguration du Grand Canal chinois qui relie Cambaluc (Pékin) au nord à Hangzhou sur la côte au sud-est. L'emplacement de Ningbo, si tué sur la côte centrale et à l'extrémité du canal, a été le moteur du développement commercial de la côte est de la Chine. Le Grand Canal était une étape importante qui a contribué à la diffusion de l'Islam dans les villes de la côte est de la Chine ; les marchands musulmans se déplacent vers le nord le long du canal, ce qui a fait des régions situées sur les rives du canal des zones clés pour la diffusion de l'Islam en Chine orientale ».

Durant la dynastie Yuan (1271–1368), un grand nombre de musulmans s'installent en Chine. Les Mongols, qui sont minoritaires en Chine, donnent aux immigrants, principalement les Chrétiens, musulmans et Juif originaires de l'Asie de l'Ouest, un statut supérieur aux Han dans leur stratégie de gouvernement, ce qui donne aux musulmans une influence importante. Des centaines de milliers d'immigrants musulmans sont recrutés et déplacés de force depuis l'Asie de l'Ouest et l'Asie Centrale, pour aider les Mongols à administrer leur empire en expansion rapide. Les Mongols utilisent des administrateurs arabes, perses et ouïghours, généralement appelés semu (« officiels variés ») pour agir à titre d'officiers des impôts et des finances. Les musulmans sont également à la tête de plusieurs corporations en Chine durant la période Yuan. Des érudits musulmans au service de l'empereur/khan travaillent à la fabrication d'un calendrier et à divers travaux astronomiques. L'architecte Yeheidie'erding (Amir al-Din) étudie auprès des architectes Han et aide à la construction de la capitale de la dynastie Yang, Dadu, autrement connue sous les noms de Khanbaliq ou Khanbaligh, qui est située sur l'emplacement de l'actuelle ville de Pékin. Le terme Hui (回族, huí zú) dérive du mot en mandarin « Huihui ». Il s'agit d'un terme utilisé dans un premier temps sous la dynastie Yuan pour décrire les personnes venant d'Asie centrale, de Perse ou des pays arabes et qui résident en Chine. Un grand nombre de commerçants et de soldats musulmans finissent par s'installer en Chine et épouser des femmes chinoises, ce qui donne naissance a une nouvelle communauté, celle des musulmans "Hui", c'est-à-dire les musulmans parlant chinois.

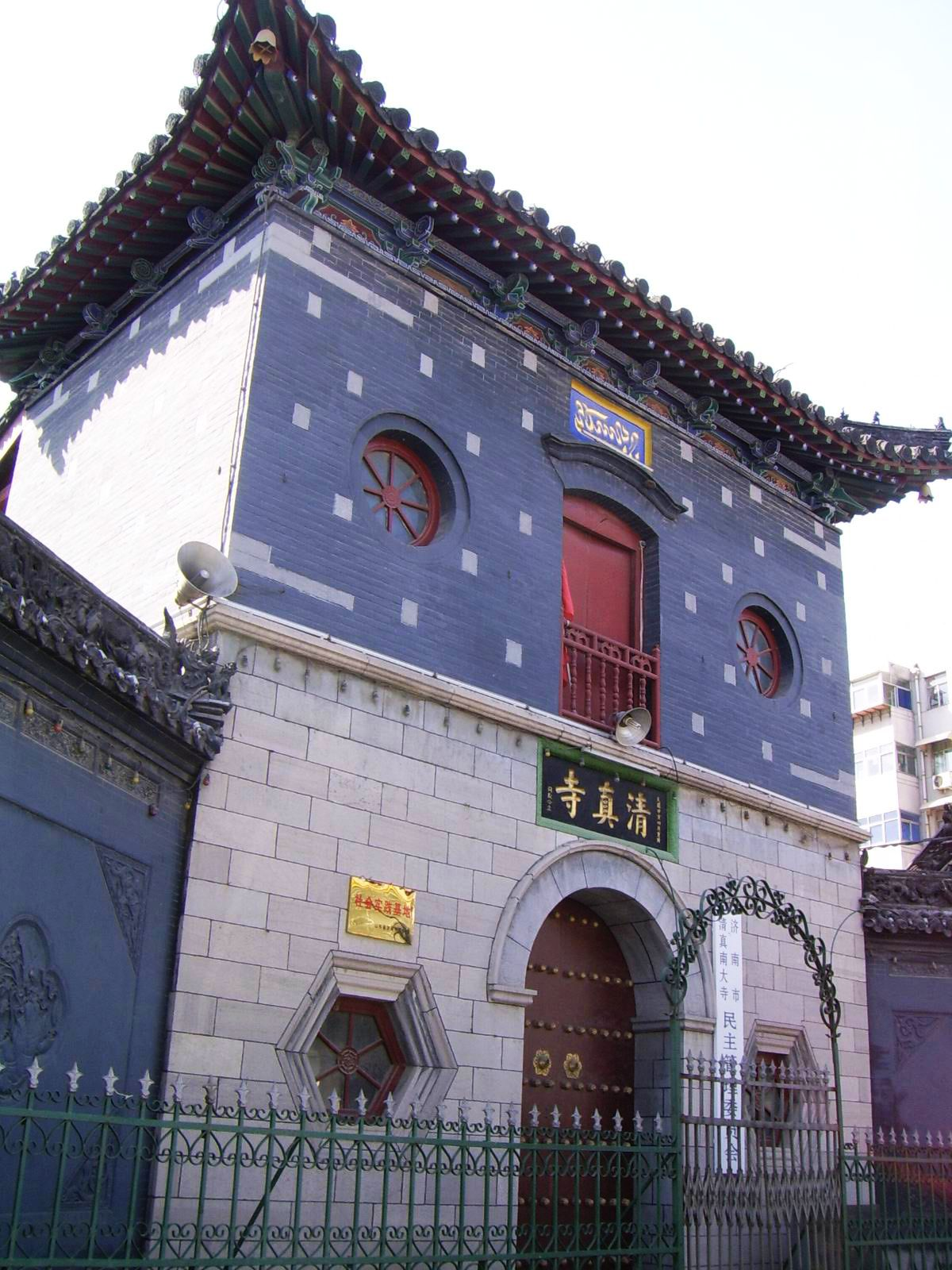
La grande mosquée du sud de Jinan, fondée en l'an 1295, pendant la première année du règne de Témur Khan. Les bâtiments actuels datent de la dynastie Ming

En même temps que les Mongols font venir en Chine des hommes originaires d'Asie Centrale pour travailler comme administrateurs en Chine, ils envoient également des Chinois Han et des Khitans originaires de la Chine travailler comme administrateurs des populations musulmane de Boukhara, en Asie centrale. En fait, les Mongols utilisent systématiquement des administrateurs étrangers pour réduire le pouvoir des populations locales des deux pays.
Les céramiques iraniennes importées en Chine influencent à leur tour les céramiques chinoises, avec l'apport du bleu des musulmans (回青, huí qīng). Il s'agit d'un pigment à base de minerai de cobalt qui est introduit dans la poterie chinoise et permet de créer des motifs de couleur bleu. Ce pigment arrive en Chine au XIIIe siècle, le cobalt utilisé arrivant depuis les ports iraniens de Sîrâf, puis Kish.
Les populations que les Mongols de la dynastie Yuan classent comme étant le « peuple Han » comprennent les Coréens, les Bohais, les Jurchens et les Khitans. Tous sont inclus dans les statistiques des mariages entre Semu et « peuple Han ». Les Semu et les Han se marient également avec des Mongols. Les Haluhu (哈剌鲁) Semu épousent des Coréens, des Ouïgours Tangwu, des Mongols et des Han sous la dynastie Yuan. Les Tibétains, les Qinchas, les Ouïgours, les Hui Hui et les Han se marient également avec des Coréennes durant cette période,. Ces mariages entre femmes d'origine coréennes et hommes Semu sont très répandus dans la Chine de la dynastie Yuan.
Si les musulmans semblent assez bien intégrés à la société Yuan, certains aspects de leur culture sont rejetés par les Mongols. C'est ainsi que Gengis Khan et ses successeurs interdisent certaines pratiques liées à l'Islam, comme la viande halal, entre autres. Les musulmans doivent donc abattre leurs moutons en secret. Gengis Khan traite même les musulmans et les juifs d'« esclaves », et exige d'eux qu'ils mangent de la nourriture et de la cuisine mongole plutôt que halal ou casher. La circoncision est également interdite, pour les musulmans comme pour les Juifs.
« Parmi tous les peuples étrangers, seuls les Hui-hui (terme ici utilisé pour désigner aussi bien les juifs que les musulmans) disent « nous ne mangeons pas la nourriture mongole ». [Gengis Khan a répondu :] « Avec l'aide du ciel, nous vous avons pacifiés ; vous êtes nos esclaves. Pourtant, vous ne consommez pas notre nourriture et nos boissons. Comment cela peut-il être juste ? » Il les fit alors manger. « Si vous abattez des moutons, vous serez considérés comme coupables d'un crime. » Il a publié un règlement à cet effet... [En 1279/1280 sous Kubilai] tous les musulmans disent : « si quelqu'un d'autre abat [l'animal], nous ne le mangeons pas ». Comme cela courrouçait les pauvres, désormais, les Musuluman [musulmans] Huihui et les Zhuhu [juif] Huihui, peu importe qui tue [l'animal] ils le mangeront et devront cesser d'abattre eux-mêmes des moutons, et cesser le rite de la circoncision ».
Vers la fin de la dynastie Yuan, la corruption et les persécutions sont omniprésentes, au point que les généraux musulmans au service des Mongols trahissent leurs maîtres pour rejoindre les Chinois Han dans leur révolte. Des musulmans se révoltent même seuls, sans appuis chinois, contre la dynastie Yuan lors de la Rébellion Ispah. Mais leur révolte est écrasée et ils sont massacrés par Chen Youding, le commandant chinois des troupes mongoles. L'empereur Hongwu, le fondateur de la dynastie Ming, a sous ses ordres des généraux musulmans, comme Lan Yu, qui remportent de grandes victoires contre les Mongols. Mais plus Lan Yu accumule les victoires et la gloire, plus il devient arrogant, complaisant et débridé. Il se met à abuser de son pouvoir et de son statut et à se comporter de manière violente et imprudente, parfois même en manquant de respect envers l'empereur. Une fois, après qu'il a saisi des terres aux paysans de Dongchang (東昌), un fonctionnaire l'interroge sur ses actions. Plutôt que de lui répondre, Lan Yu le chasse sous le coup de la colère. Un autre incident a lieu alors que Lan Yu revient d'une campagne dans le nord. Il arrive au col de Xifeng (喜峰關), où il se retrouve dans l'impossibilité de passer les portes du fort, les gardes lui refusant l'entrée car il est déjà tard dans la nuit. Furieux, Lan refuse d'écouter les gardes et force le passage avec ses hommes. Lorsqu'il combat les mongols, Lan Yu rétrograde parfois des officiers de son propre chef et défie les ordres, au point d'aller au combat sans permission. Lors de sa nomination comme tuteur du prince héritier, Lan Yu est mécontent que son poste soit inférieur à celui des ducs de Song et de Ying, aussi il s'exclame : « Ne suis-je pas apte à être le tuteur impérial (太師) ! »
Certaines communautés musulmanes ont un nom chinois qui signifie "barack" ou "merci", ce qui, selon de nombreux musulmans Hui, vient de la gratitude que les Chinois ont envers eux pour leur rôle dans la défaite des Mongols.

### Dynastie Ming

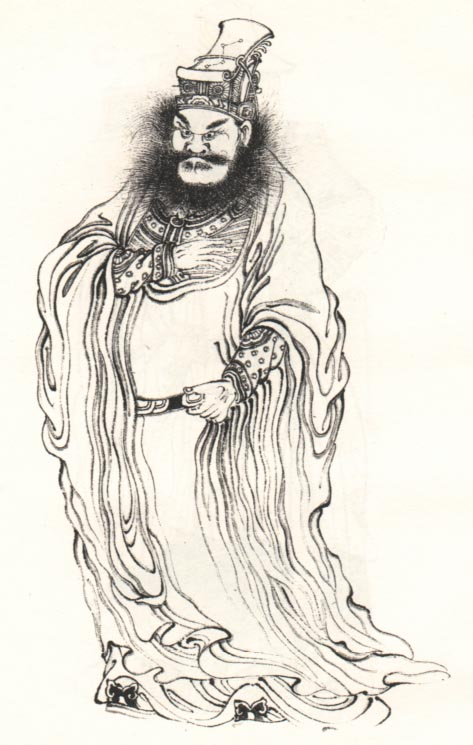
Hu Dahai, un général Chinois musulman au service de l'empereur Hongwu.

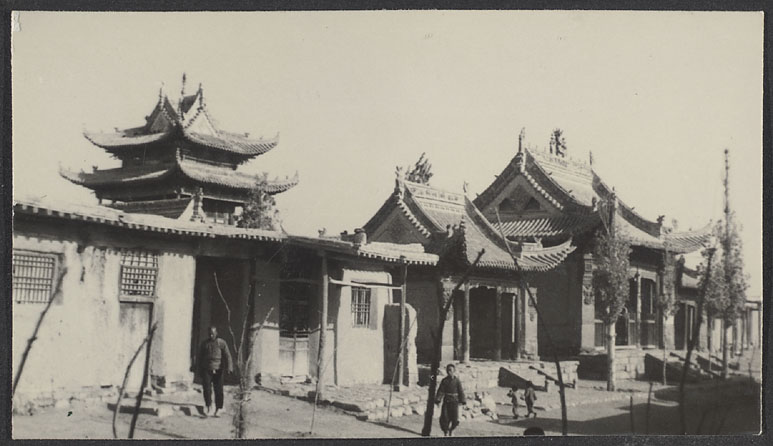
La grande mosquée de Weizhou, dans les années 1930. Construite sous la dynastie Ming, elle fut rasée pendant la révolution culturelle, puis reconstruite à partir de 2015

Durant la dynastie Ming, les musulmans ont toujours une influence au sein du gouvernement. Six des généraux auxquels le fondateur de la dynastie, Zhu Yuanzhang/Hongwu, fait le plus confiance sont musulmans, dont Hu Dahai, Feng Shen et Lan Yu. Ce dernier dirige en 1388 l'armée Ming qui remporte une victoire décisive sur les Mongols, en Mongolie même, mettant ainsi un terme définitif aux espoirs des anciens maîtres de la Chine de reconquérir leur empire perdu. Hongwu a également écrit un éloge de l'Islam, L'éloge funèbre de cent mots (en). Les chroniques historiques de l'époque rapportent que « Sa Majesté (L'empereur Hongwu) a ordonné la construction de mosquées à Xijing et à Nanjing [les capitales], et dans le sud du Yunnan, au Fujian et au Guangdong. Sa Majesté a également écrit personnellement le baizizan [un éloge] en louant les vertus du Prophète ». Hongwu n'est pas le seul empereur bâtisseur de mosquée, car l'empereur Xuande fait construire une mosquée a Nanjing et la grande mosquée de Weizhou, considérée comme l'une des plus belles de Chine, est également construite pendant la dynastie Ming,,,. Quant à l'empereur Yongle, le petit-fils de Hongwu, il donne l'ordre à Zheng He, peut-être un des plus célèbres chinois musulmans et un des principaux explorateurs chinois, de mener sept expéditions dans l'océan Indien entre 1405 et 1433.
Dans un autre registre, un des conseillers musulmans de l'empereur Ming Zhengde loue la beauté des femmes coréennes (Koryŏ).
Cependant, pendant la dynastie Ming, le nombre de nouveaux immigrants musulmans arrivant en Chine diminue fortement en raison de la politique l'isolationniste des autorités chinoises. Les musulmans de Chine qui descendent des premiers immigrants se retrouvent donc coupé des influences extérieures et commencent à assimiler les dialectes chinois, à adopter des noms chinois et la culture chinoise. C'est sous les Ming que l'architecture des mosquées commence a suivre les canons de l'architecture chinoise traditionnelle. Cette période, souvent considérée comme l'âge d'or de l'islam en Chine, voit également Nankin devenir un important centre d'études islamiques.

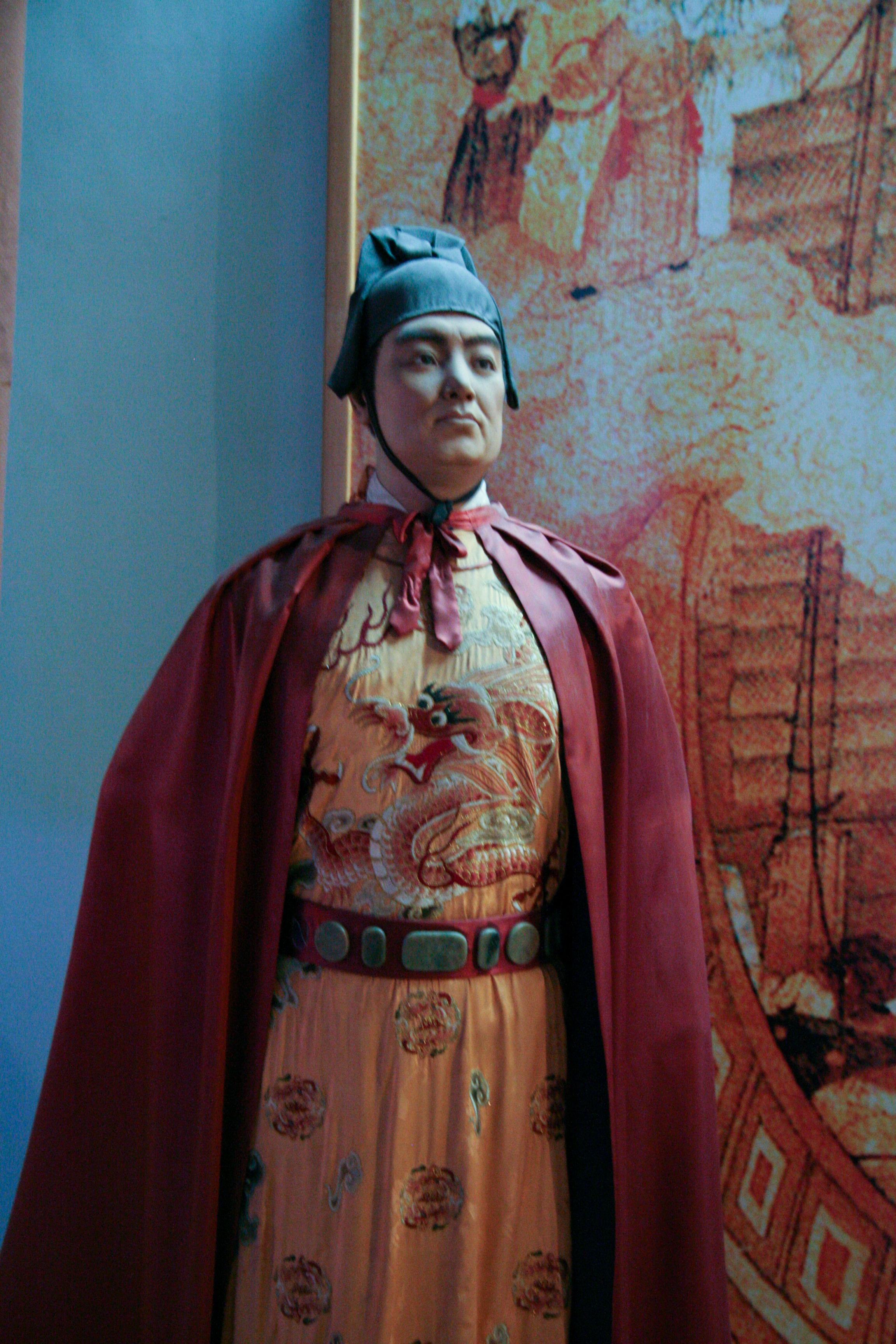
Statue de l'explorateur chinois musulman Zheng He.

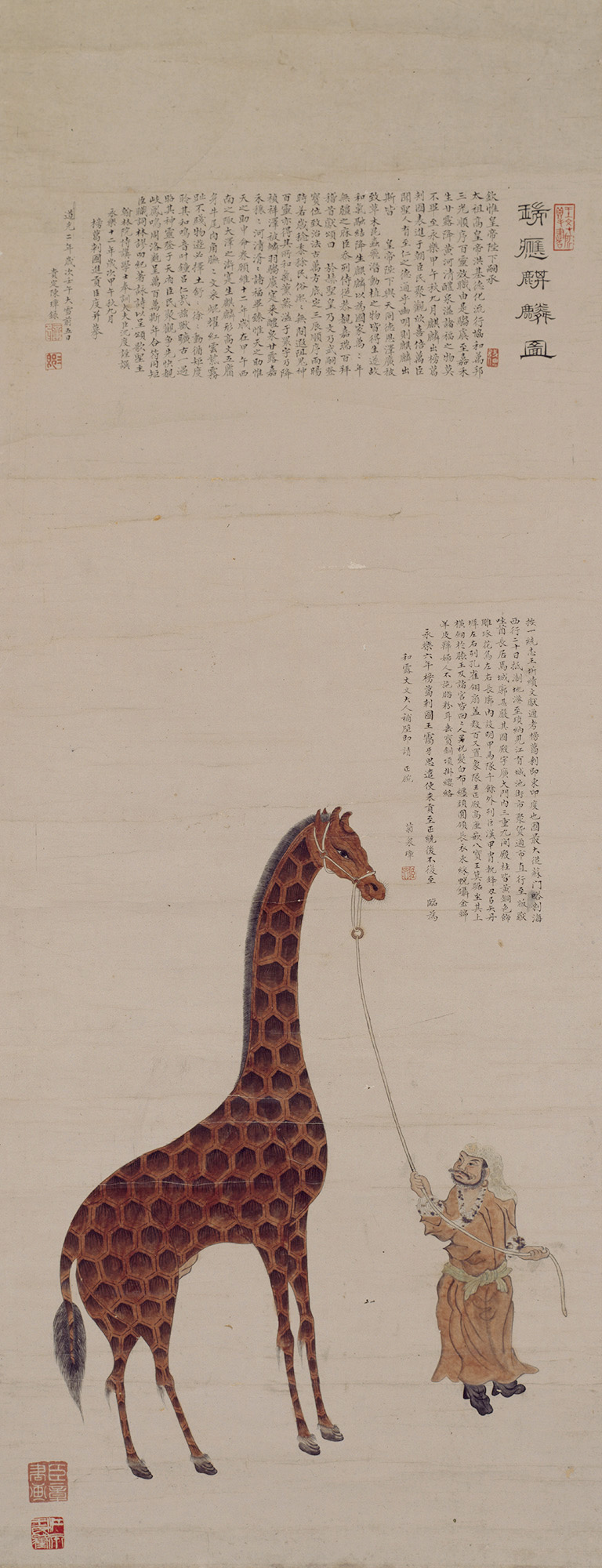
Girafe ramenée en Chine par Zheng He lors d'un de ses voyages

Les 7 voyages de Zheng He

Les musulmans qui vivent à Pékin sous les Ming sont relativement libres et ne souffrent d'aucune restriction dans leurs pratiques religieuses ou de leur liberté de culte et sont traités comme des citoyens normaux. Cette forme de tolérance est loin d’être la règle générale car, contrairement aux musulmans, les adeptes du bouddhisme tibétain et du catholicisme souffrent de restrictions et de censure à Pékin.
En 1496, pendant le règne de l'Empereur Hongzhi, les eunuques musulmans de la Cour Impériale contribuent financièrement à la réparation de la mosquée de Niujie.
Si la politique des Ming à l'égard de la religion musulmane est basée sur la tolérance, celle concernant les minorités ethniques est bien plus stricte, mettant en place une intégration par le biais de mariage forcé. Selon l'article 122 du Code Ming promulguée par l'empereur Hongwu, les femmes et les hommes d'origine mongole ou Semu resté en Chine après la chute des Yuan doivent obligatoirement épouser des chinois(es) Han,,. Or, les Hui sont vus comme une minorité ethnique et doivent donc obligatoirement épouser des Han et non d'autres Hui. Cependant, dans le cadre de ces mariages, les conjoint(e)s Han se convertissent quasiment à chaque fois à l'islam et donc, la communauté musulmane, au lieu de disparaitre petit à petit, s’agrandit a chaque mariage. Les mariages entre les Chinois Han de la classe supérieure et les musulmans Hui sont peu nombreux, car ces Chinois refusent d'épouser des femmes musulmanes, et interdisent à leurs filles d'épouser des hommes musulmans. En fait, ils refusent surtout la conversion à l'Islam qui accompagne quasi-systématiquement ces mariages et qui est jugée indigne de leur rang social. Seuls les Chinois Han de condition inférieure et moyenne se convertissent s'ils veulent épouser un ou une Hui. Mais si la loi Ming oblige les Hui à épouser des conjoints/conjointes n'appartenant pas à leur ethnie, les Chinois Han, eux, sont totalement libres de ne pas se marier avec des Hui, et de se marier uniquement entre eux,,.
Des rumeurs persistantes veulent que l'empereur Zhengde se soit converti secrètement à l'Islam, car il accumule les objets en porcelaine décorés d'inscriptions en persan et en arabe, de couleur blanche et bleue, et a fait paraitre un édit interdisant l'abattage des porcs. En réalité, Zhengde se désintéresse totalement du pouvoir et laisse ses eunuques musulmans gérer le pays à sa place,,. Il est donc difficile de savoir qui, de lui ou de ses eunuques, a acheté ces porcelaines et rédigé cet édit . Le goût prononcé de Zhengde pour les femmes originaires d'Asie centrale a aussi été mis en avant comme preuve de sa conversion à l'Islam,,,,,,,,. Mais en réalité, il s'agit plutôt de préférences sexuelles sans aucun rapport avec la religion, Zhengde préférant les femmes musulmanes originaires d'Asie Centrale, de la même manière que son ancêtre Xuande préfére les femmes d'origine coréenne.
Mais cette intégration au plus haut niveau n’empêche pas l'existence d'une xénophobie et de préjugés au sein de la population, comme le prouve l'exemple de Lin Nu, fils de Li Lu, et membre de la famille Li de Quanzhou, une des villes touchée par la rébellion Ispah. Il est également l'ancêtre de Li Zhi, un philosophe réformateur Ming,. En 1376, Lin Nu se rend à Ormuz, en Perse. Là, il épouse une femme persane ou arabe, les chroniques historiques chinoises ne sont pas très claires à ce sujet, et la ramène à Quanzhou. Lin Nu et ses descendants sont effacés de la généalogie familiale par ses proches, qui lui en veulent de s'être converti à l'islam et d'avoir épousé une Persane, à une époque ou les sentiments xénophobes contre les étrangers sont forts, a cause du souvenir des exactions des Semus persans lors de la rébellion Ispah. La branche de la famille de Lin Nu qui reste fidèle aux coutumes chinoises ayant honte de ce mariage, ils changent leur nom de famille de Lin à Li pour éviter d’être assimilés aux descendants de Lin Nu et de sa femme persane qui, eux, pratiquent l'Islam,,.
Lorsque la dynastie Ming s'effondre et que les mandchous de la dynastie Qing envahissent la Chine en 1644, les musulmans loyaux aux Ming dirigés par les chefs musulmans Milayin, Ding Guodong et Ma Shouying, déclenchent une révolte contre les Qing en 1646, la rébellion Milayin. Ils espèrent chasser les Mandchous du pouvoir et rétablir le prince Ming de Yanchang, Zhu Shichuan, sur le trône en tant qu'empereur. Ces révoltés musulmans sont soutenus par le sultan Sa'id Baba de Hami et son fils, le prince Turumtay,,. Très vite, des Tibétains et des Chinois "Han" se joignent aux musulmans contre les Mandchous. Après des combats acharnés et bien des négociations, un accord de paix est conclu en 1649, Milayan et Ding prêtant nominalement allégeance aux Mandchous et recevant des grades militaires Qing. Mais, lorsque d'autres loyalistes Ming du sud de la Chine se dressent à leur tour contre les Qing, ces derniers sont contraints de retirer leurs forces du Gansu pour aller les combattre. Voyant cela, Milayan et Ding prennent de nouveau les armes et se rebellent a nouveau. Cette nouvelle révolte des musulmans fidèle aux Ming est écrasée par les Qing et 100 000 d'entre eux, dont Milayin, Ding Guodong et Turumtay, sont tués au combat.
Ma Zhu (1640-1710), un savant Hui à la fois musulman et confucéen, se met au service des loyalistes Ming du Sud contre les Qing. Zhu Yu'ai, le prince Ming de Gui, est accompagné de réfugiés hui lorsqu'il fui de Huguang vers la frontière birmane, dans le Yunnan. En signe de défi contre les Qing et de loyauté envers les Ming, ces Hui changent leur nom de famille en "Ming".
À Guangzhou, il existe un monument national connu sous le nom de « Trio des musulmans loyaux ». il s'agit des tombes des musulmans loyaux aux Ming morts au combat en luttant contre les Qing lors de la prise de Guangzhou par les Mandchous. Ces loyalistes musulmans sont appelés collectivement les « jiaomen sanzhong », ce qui signifie « trois défenseurs de la foi ».

### Dynastie Qing

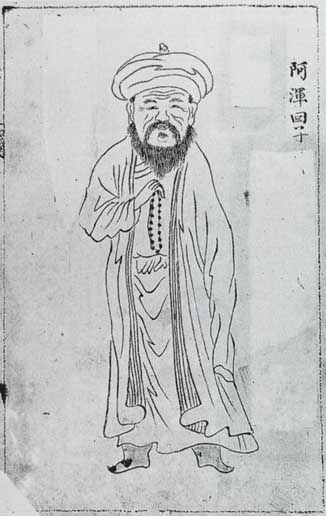
Dessin représentant un musulman chinois de l'Altishah, sous la dynastie Qing.

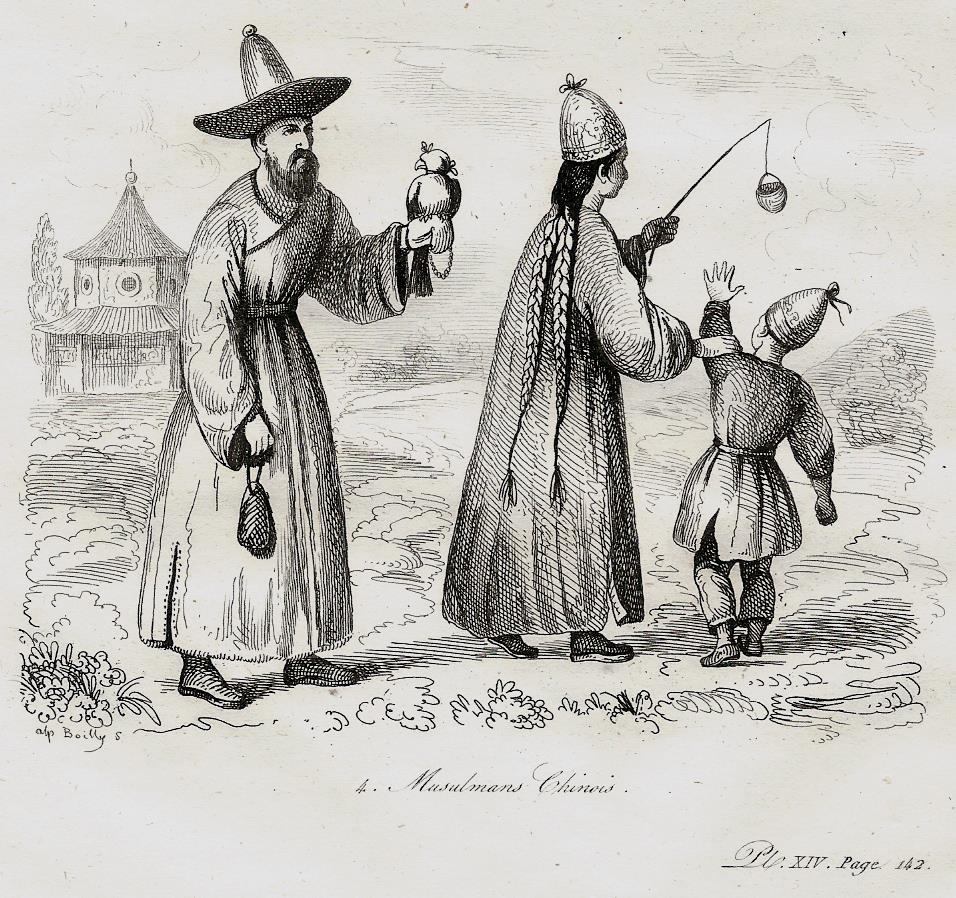
Musulmans chinois durant les années 1800. Dessin de Julien-Léopold Boilly

L'avènement de la dynastie Qing (1644-1911) rend les relations entre Chinois et musulmans plus difficiles, car les nouveaux maitres de la Chine interdisent le sacrifice rituel d'animaux, puis la construction de nouvelles mosquées et le pèlerinage à La Mecque. Ce changement de politique est lié au fait que les dirigeants Qing sont des Mandchous, une ethnie minoritaire en Chine, qui utilisent la tactique du diviser pour mieux régner afin d'alimenter les conflits entre musulmans, Hans, Tibétains et Mongols et ainsi éviter qu'ils s'unissent pour renverser la dynastie.
L'existence de la dynastie Qing est marquée par de très nombreuses révoltes des différentes communautés musulmanes vivant en Chine, la rébellion Milayin de 1646 n'étant que la première d'une longue liste.
La révolte des Jahriyya, nait d'un conflit entre deux confréries soufies appartenant à la tariqa Naqshbandiyya : les Jahriyya et leurs rivaux, les Khafiyya. Au départ, il s'agit d'un conflit pour déterminer laquelle de ces deux confréries aura la prédominance sur les musulmans du Qinghai et du Gansu. Finalement, cela dégénère en une rébellion musulmane conduite par les soufis Jahriyya, que la dynastie Qing écrase avec l'aide des Khafiyya.
La rébellion d'Ush qui éclate en 1765 est une révolte des Ouïghours contre les Mandchous, qui se produit en réaction à des viols collectifs de femmes ouïghoures par les serviteurs et le fils du fonctionnaire mandchou Sucheng,,. La population musulmane locale a développé une telle haine envers les violeurs qu'il a été rapporté que « les musulmans de Ush ont longtemps voulu dormir sur leurs peaux (de Sucheng et de son fils) et manger leur chair ». Pour mettre fin à cette révolte, l'empereur mandchou donne l'ordre que la ville rebelle d'Ush soit reprise et qu'ensuite les révoltés soient massacrés. Finalement, après la reprise de la ville par les troupes Qing, plus de 2 000 hommes sont exécutés et quelque 8 000 femmes exilées. Mais cela ne suffit pas à calmer la situation, car comme les soldats et les fonctionnaires mandchous ont régulièrement des relations sexuelles, volontaires ou forcées, avec des femmes, cela provoque une haine et une colère massives des Ouïgours envers le régime mandchou. Ce ressentiment favorise les plans de Jāhangīr Khojai qui, lorsqu'il lance ses invasions de l'Altishahr entre 1825 et 1827, bénéficie du soutien des populations locales, qui sont furieuses contre les Qing, après une nouvelle série de viols collectifs perpétrés par un autre fonctionnaire mandchou, Binjing. En effet, entre 1818 et 1820, ce dernier agresse sexuellement la fille de Kokan aqsaqal, un politicien et membre éminent de la communauté musulmane locale. Ce ressentiment est aggravé par l'attitude du pouvoir central qui, face à ces problèmes de viols à répétition, ne fait rien à part essayer de les dissimuler, afin d'éviter qu'une haine anti-mandchou ne se répande chez les Ouïgours.
La révolte des Panthay, qui éclate en 1856, est due en grande partie aux exactions d'un fonctionnaire mandchou nommé Shuxing'a. Pour se venger après un incident où il avait failli être lynché par une foule de musulmans, il développe une profonde haine envers ces derniers et organise un massacre anti-musulman, qui dégénère en révolte anti-Qing. Parmi ses différentes exactions, Shuxing'a a donné l'ordre d'exécuter plusieurs rebelles musulmans en les découpant vivants, lentement,.

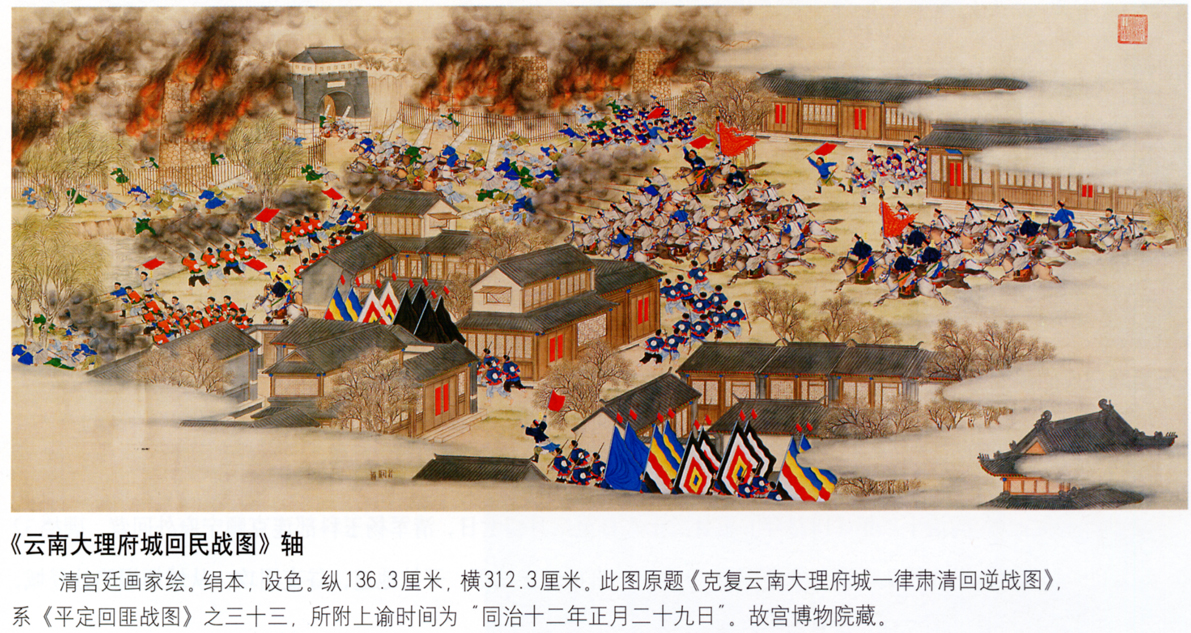
Prise de Dali, la capitale du Sultanat de Pingnan, au Yunnan, 1873

Au total, ce sont cinq rébellions Hui qui éclatent en Chine pendant la dynastie Qing. À chaque fois, le gouvernement mandchou les mate durement et déclenche une répression féroce pour mettre au pas les populations rebelles,,, tuant un million de personnes lors de la révolte des Panthay, plusieurs millions lors de la révolte des Dounganes et cinq millions dans la suppression du peuple Hmong à Guizhou. Une politique de « lavage des musulmans » (chinois : 洗回 ; pinyin : XǐHuí) fut alors préconisée par le gouvernement mandchou.
Parallèlement, les musulmans vivant en dehors des zones révoltées semblent peu affectés, la population musulmane Hui de Pékin, par exemple, n'ayant pas été affectée par les conséquences de la révolte des Dounganes. Selon Elisabeth Allès, les relations entre les musulmans Hui et les Han se poursuivent normalement dans la région du Henan, sans ramifications ni conséquences des rébellions musulmanes survenant dans d'autres provinces. Allès écrit que « The major Muslim revolts in the middle of the nineteenth century which involved the Hui in Shaanxi, Gansu and Yunnan, as well as the Uyghurs in Xinjiang, do not seem to have had any direct effect on this region of the central plain (trad : les grandes révoltes musulmanes du milieu du XIXe siècle qui ont impliqué les Hui au Shaanxi, au Gansu et au Yunnan, ainsi que les Ouïghours au Xinjiang, ne semblent pas avoir eu d'effet direct sur cette région de la plaine centrale) ».
La politique des Qing semble donc plus être liée à la lutte contre les diverses révoltes que spécifiquement anti-musulmane, comme le prouve leur capacité à utiliser à leur profit les divisions de la communauté musulmane chinoise. Ainsi, de nombreux musulmans comme Ma Zhan'ao, Ma Anliang, Dong Fuxiang, Ma Qianling et Ma Julung font défection du côté de la dynastie Qing et aident le général Zuo Zongtang à exterminer les rebelles musulmans lors de sa campagne au Xinjiang. Ces généraux musulmans appartiennent à la secte Khafiya, et ils aident les Qing à massacrer les rebelles Jahariyya. La répression qui s'abat alors sur les rebelles ne se limite pas aux révoltés musulmans, car le général Zuo fait déplacer de force les Han révoltés vivant autour du Hezhou pour qu'ils soient réinstallés en dehors de la région. Les terres ainsi libérées sont distribuées aux alliés musulmans des Qing. En 1895, une autre révolte de Dounganes éclate, et l'immense majorité des troupes envoyées les combattre sont composées de musulmans loyalistes comme Dong Fuxiang, Ma Anliang, Ma Guoliang, Ma Fulu et Ma Fuxiang, qui répriment et massacrent les musulmans rebelles dirigés par Ma Dahan, Ma Yonglin et Ma Wanfu.
Dans le Yunnan, après la révolte des Panthay, les troupes Qing n'exterminent que les musulmans qui se sont rebellés et épargnent ceux qui n'ont pas pris part au soulèvement.
Les Ouïghours de Tourfan et Hami ainsi que leurs chefs, comme Emin Khoja, s'allient aux Qing contre les Ouïghours de l'Altishahr. Après leur victoire, les Qing élèvent les dirigeants de Tourfan et de Hami (Kumul) au rang de princes autonomes, tandis que le reste des Ouïghours de l'Altishahr sont dirigés par des Begs. Ces Begs sont choisis parmi les Ouïghours de Tourfan et Hami.
En plus d'envoyer au Xinjiang les exilés Han condamnés pour avoir commis des crimes, afin qu'ils deviennent les esclaves des garnisons des Bannières, les Qing pratiquent également l'exil inversé. C'est-à-dire qu'ils exilent les criminels originaires de l'Asie centrale (Mongols, Russes et musulmans originaires de Mongolie et d'Asie centrale) en Chine historique, où ils servent d'esclaves dans les garnisons des Bannières Han de Guangzhou. C'est ainsi que, dans les années 1780, après la défaite de la rébellion musulmane du Gansu lancée par Zhang Wenqing 張文慶, des musulmans comme Ma Jinlu 馬進祿 sont exilés à Guangzhou pour devenir les esclaves des officiers des bannières Han. Le code Qing qui régit la vie des Mongols en Mongolie, condamne également les criminels mongols à l'exil et l'esclavage dans les garnisons des Bannières Han de la Chine historique.

### République de Chine

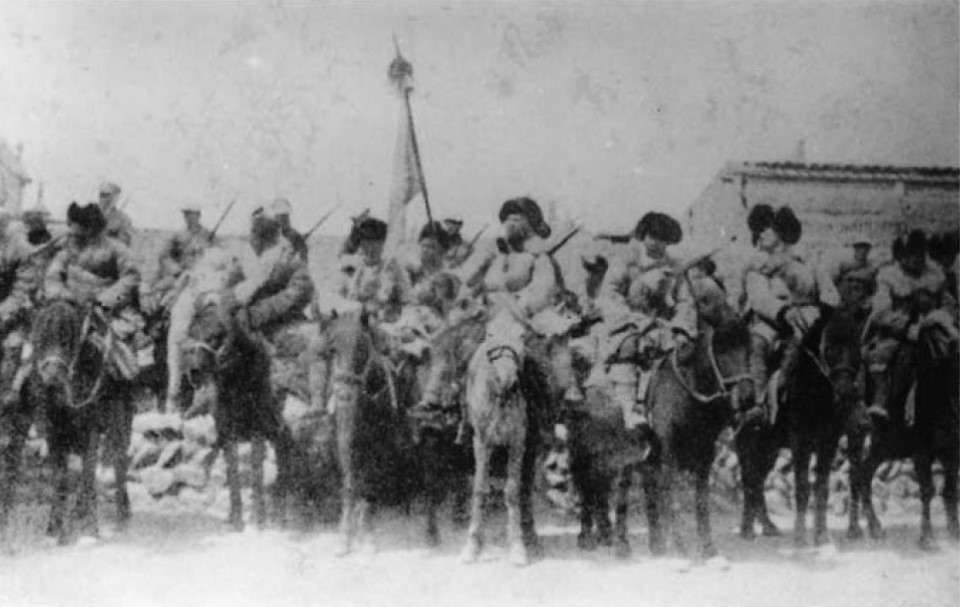
1939, Nord-Ouest de la Chine. Combattants musulmans chinois se rassemblant pour lutter contre les Japonais,

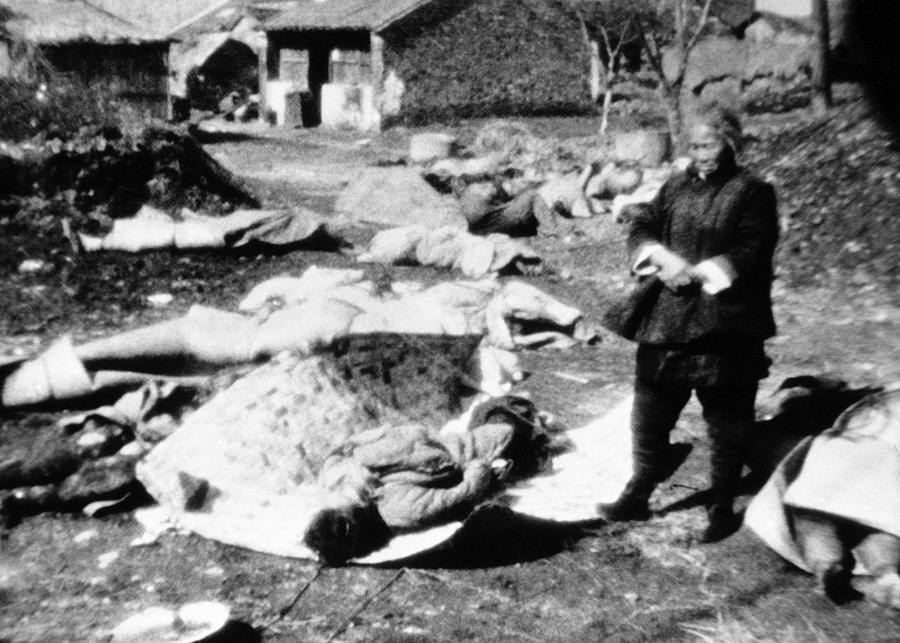
Cadavres de Chinois Hui massacrés et violés par les Japonais lors du massacre de Nankin

Lorsque la révolution Xinhai éclate en 1911, la communauté musulmane Hui se divise entre ceux qui soutiennent les révoltés et ceux qui restent fidèles aux Quing. Ainsi, les Hui du Shaanxi soutiennent les révolutionnaires, tandis que ceux du Gansu soutiennent les Qing. Les Hui de Xi'an (province du Shaanxi) rejoignent les révolutionnaires chinois Han et massacrent la totalité des 20 000 Mandchous de la cité,,. Seuls quelques riches Mandchous qui ont été rançonnés et des femmes mandchoues ont survécu. Les riches Chinois capturent des jeunes filles mandchoues pour en faire leurs esclaves, tandis que les plus pauvres les épousent de force. De jeunes filles mandchoues de Xi'an ont également été converties de force à l'Islam par les Hui. De leur côté, les Hui de la province du Gansu, menés par le général Ma Anliang, se rangent du côté des Qing et se préparent à attaquer les révolutionnaires anti-Qing de Xi'an.
Après la chute de la dynastie Qing, Sun Yat-sen, le fondateur de la république de Chine, déclare immédiatement que le pays appartient de façon équitable aux peuples Hans, Mandchous, Mongols, Hui et Tibétains.
En 1911, les provinces du Qinghai, Gansu et Ningxia tombent sous le contrôle de seigneurs de guerre musulmans de la famille Ma, connus collectivement sous le nom de clique des Ma. Les Ma sont des alliés du Kuomintang, le parti qui domine la vie politique de la toute nouvelle république, dont les dirigeants élèvent les Ma au rang de gouverneurs militaires des provinces qu'ils contrôlent. Les Ma ne sont pas les seuls alliés musulmans de la république, le général Bai Chongxi, un Hui, est également ministre de la défense de la Chine à cette époque.
Pendant la deuxième guerre sino-japonaise, les Hui sont victimes de très nombreuses exactions de la part des Japonais. Ainsi, en avril 1941, les Japonais détruisent 220 mosquées et tuent un grand nombre de Hui. La population du Xian Hui de Dachang est également massacrée par les Japonais. Lors du massacre de Nankin, les mosquées de la ville sont remplies de cadavres après les massacres japonais. Les Japonais enduisent les mosquées Hui de graisse de porc, forcent les jeunes filles Hui à servir d'esclaves sexuelles et détruisent les cimetières musulmans. De nombreux musulmans Hui, Salar, Dongxiang et Bonan ont combattu dans les rangs de l'armée chinoise dans la guerre contre le Japon.
En 1937, lors de la bataille de Pékin-Tianjin, le gouvernement chinois reçoit un télégramme du général musulman Ma Bufang de la clique des Ma. Bufang fait savoir au gouvernement qu'il est prêt à combattre immédiatement les Japonais. Juste après l'incident du pont Marco-Polo, Ma Bufang fait en sorte qu'une division de cavalerie sous les ordres du général musulman Ma Biao, soit envoyée à l'est pour combattre les Japonais. La première division de cavalerie envoyée par Ma Bufang est composée en majorité de cavaliers Salars, un peuple turc musulman.
Entre 1937 et 1945, pendant l'occupation japonaise de la Chine, le Haut commandement de l'armée Japonaise estimait que dans le Sud-Est de la Chine il y avait au moins un tiers de la population qui était musulmane, soit au moins 30 à 35 % de la population, et dans le Nord de la Chine, qu'environ 15 à 25 % était musulmane, et qu'à Pékin, il y avait entre 35 et 40 % de Musulmans.
Lors de l'insurrection islamique du Kuomintang (en), les forces de l'Armée nationale révolutionnaire musulmane du Kuomintang stationnées dans le nord-ouest de la Chine, soit le Gansu, le Qinghai, le Ningxia, le Xinjiang, ainsi que le Yunnan, poursuivent une lutte infructueuse contre les communistes, de 1950 à 1958, soit après la fin officielle de la guerre civile.

### République populaire de Chine

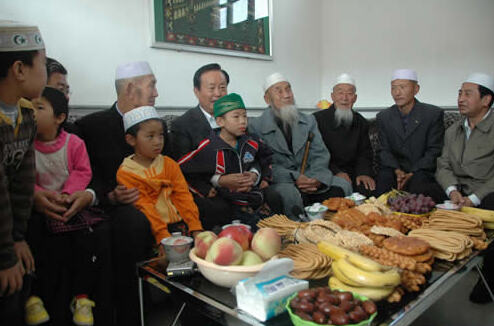
Une famille Hui célébrant l'Aïd el-Fitr au Ningxia

Après la chute de la république de Chine et la proclamation de la république populaire de Chine, toutes les religions sont persécutées et l'Islam ne fait pas exception. Ainsi, pendant la révolution culturelle, les mosquées sont rasées ou fermées et les copies du Coran brûlées par les gardes rouges, au même titre que les temples, églises, monastères chrétiens, bouddhistes et taoïstes, ainsi que les cimetières. En 1975 a lieu le massacre de Shadian. Tout commence par un soulèvement de la population de Shadian, un village du Xian de Mengzi, Yunnan, dont les habitants sont des Hui. Ce soulèvement est la seule rébellion ethnique à grande échelle pendant la révolution culturelle et pour le réprimer, les autorités décident de faire appel à l'Armée populaire de libération, qui massacre 1 600 Hui. En février 1979, le Parti communiste chinois présente des excuses a la population du village, verse des réparations aux survivants et attribue la responsabilité du massacre à la Bande des Quatre, qui vient juste d’être chassée du pouvoir.
Pendant la révolution culturelle, le gouvernement accuse en permanence les musulmans et les autres groupes religieux d'avoir des « croyances superstitieuses » et de promouvoir des « tendances antisocialistes ». Cette politique anti-religieuse commence à se relâcher à partir de 1978. De nos jours, l'islam connait un léger regain et il existe maintenant de nombreuses mosquées en Chine. L'Islam gagne en visibilité en Chine et à l'échelle nationale, de nombreuses associations islamiques ont été organisées pour coordonner les activités inter-ethniques entre musulmans.

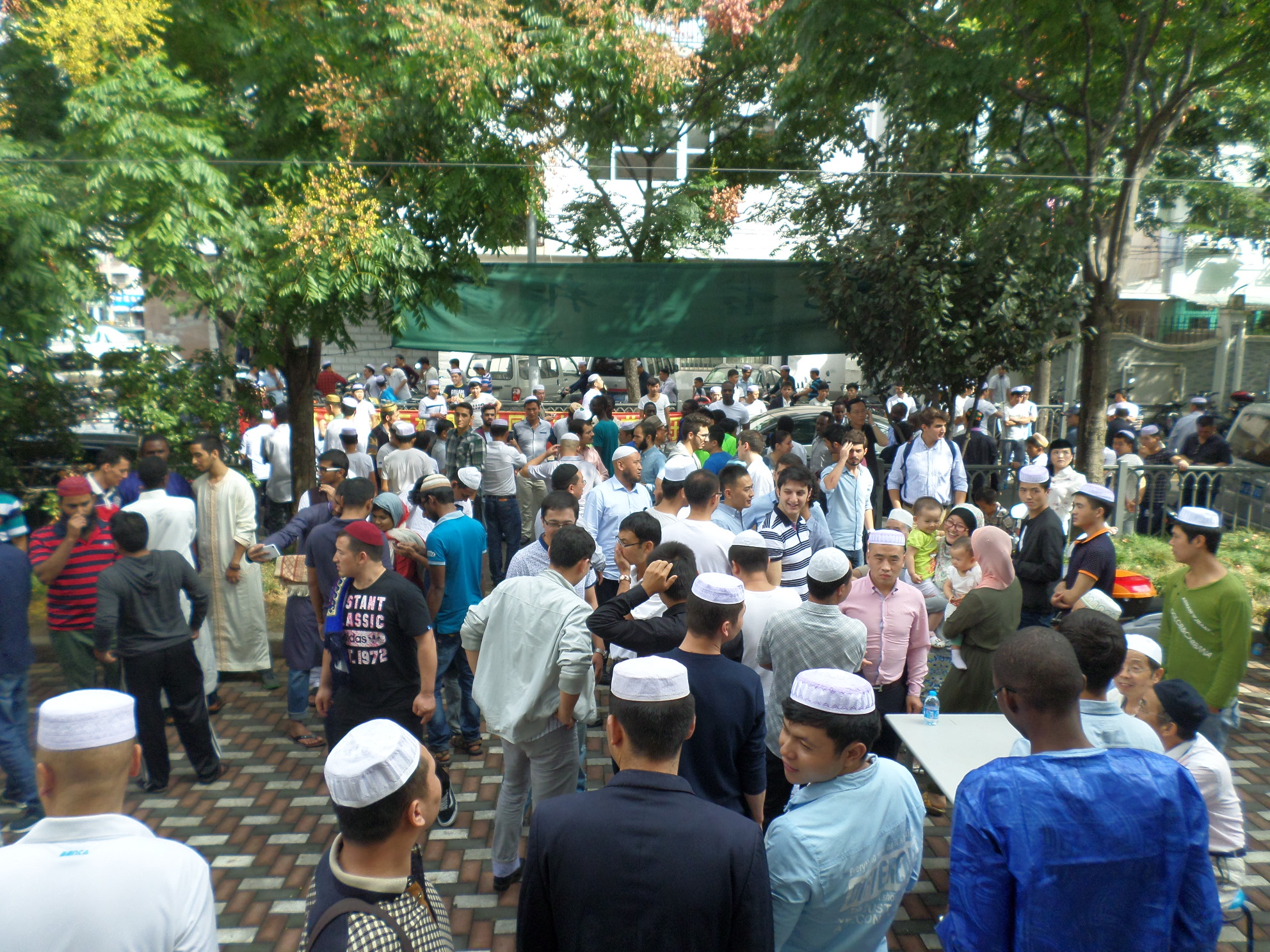
célébration de l'Aïd al-Adha a la mosquée Jiangwan, Shanghai

Les restrictions des libertés religieuses imposées par le gouvernement peuvent varier d'une région à l'autre. En 1989, la Chine interdit un livre intitulé Xing Fengsu (Coutumes sexuelles) qui insulte l'islam et place ses auteurs en état d'arrestation, après qu'ont eu lieu des manifestations de musulmans Hui à Lanzhou et à Pékin. Durant ces manifestations, la police chinoise assure la protection des manifestants Hui et le gouvernement chinois organise des autodafés publics du livre incriminé. En 2007, en prévision de l' "Année du cochon" du calendrier chinois, les représentations de cochons sont interdites sur les chaines du groupe CCTV, la télévision d'état, « pour éviter les conflits avec les minorités musulmanes ». Cette interdiction vise à éviter de choquer les vingt millions de musulmans vivant alors en Chine et pour lesquels les porcs sont considérés comme « impurs ». Ces libertés et protections concernent surtout les musulmans Hui, qui peuvent librement pratiquer leur religion, construire des mosquées que fréquentent leurs enfants et faire le pèlerinage à la Mecque, tandis que les Ouïghours du Xinjiang sont soumis à des contrôles stricts.
Depuis les années 1980, il existe en Chine des écoles privées islamiques (écoles sino-arabes (中阿學校)), qui sont autorisées et soutenues par le gouvernement chinois. Ces écoles sont créées dans les zones où sont présentes des communautés musulmanes, sauf au Xinjiang en raison du sentiment séparatiste qui y règne,,,. Une fois l'enseignement secondaire terminé, les étudiants Hui sont autorisés à entreprendre des études religieuses sous la direction d'un imam,,.
Les musulmans Hui qui sont employés par l'État sont autorisés à jeûner pendant le Ramadan, contrairement aux Ouïghours qui occupent les mêmes postes,. Le nombre de Hui qui font le Hajj est en constante augmentation et les femmes Hui sont autorisées à porter le voile. À l'inverse, le gouvernement décourage le port du voile par les femmes ouïghoures et les Ouïghours ont du mal à obtenir des passeports pour participer au Hajj,.
En 2013, la répression contre les Ouïghours s'intensifie : des dissidents « disparaissent » et des universitaires sont condamnés à des peines de prison à vie pour avoir encouragé les interactions sociales ouïghoures.
En mars 2014, les médias chinois estiment qu'il y a environ 300 musulmans chinois actifs dans les territoires contrôlé par Daech,. En mai 2015, le gouvernement chinois déclare qu'il ne tolérera aucune forme de terrorisme et qu'il s’efforcera de « combattre les forces terroristes, y compris le PIT, [afin] de sauvegarder la paix, la sécurité et la stabilité mondiale ».
Entre 2012 et 2017, les arrestations pour motif criminel augmentent de 306 % au Xinjiang, les arrestations dans cette région représentant 21 % du total national, bien qu'elle ne représente que 1,5 % de la population. Cette augmentation est considérée comme le résultat de la campagne gouvernementale « Frapper fort contre l’extrémisme violent ». En 2017, grâce à des dépenses de sécurité augmentées de 92 % par rapport à l'année précédente, on estime que 227 882 arrestations criminelles sont effectuées au Xinjiang,.
En août 2018, les autorités poursuivent avec fermeté leur politique de suppression des mosquées dans l'ouest du pays, y compris par leur destruction à grande échelle, en raison des protestations des musulmans. Le port de longues barbes et du voile ou de la robe islamique sont également interdits. Tous les propriétaires de véhicules sont tenus d'installer des dispositifs de repérage par GPS.
Fin novembre de la même année, l'agence de presse Associated Press rapporte que les familles ouïgoures doivent permettre aux fonctionnaires locaux de vivre chez elles en tant que « parents » dans le cadre d'une campagne intitulée « S'associer et devenir une famille ». Tant que le fonctionnaire en question vit au sein du foyer, les résidents sont surveillés de près et ne sont pas autorisés à prier ou à porter des vêtements religieux. Les autorités déclarent que le programme est basé sur le volontariat, mais les musulmans interrogés par AP expriment la crainte qu'un refus de coopérer n'entraîne de graves conséquences.
La mosquée de Keriya semble disparaître au printemps 2018, détruite par les autorités chinoises .
Entre 2018 et 2023, les autorités chinoises entreprennent une politique systématique de modification architecturale de 1 800 mosquées, retirant dômes, minarets et caractéristiques islamiques, non seulement au Xinjiang, où se trouve la minorité ouïghoure, mais également dans d'autres régions abritant des populations musulmanes. Sur 2 312 mosquées étudiées, 75 % ont vu leurs éléments de style arabo-musulman détruits, remplacés par des pagodes chinoises et des slogans du Parti communiste. Cette politique s'étend aux régions Hui, avec plus de 90 % des mosquées détruites dans le Ningxia et plus de 80 % dans la province de Gansu. Un rapport de Human Rights Watch dénonce une stratégie de « regroupement des mosquées » visant à « siniser » l'islam, restreignant la liberté religieuse et installant des systèmes de surveillance pour dissuader les fidèles.

#### Camps d'internement
La campagne Frapper fort contre l’extrémisme violent commence en 2014 avec notamment la mise place d’une éducation patriotique.
En mai 2018, il est rapporté que des centaines de milliers de musulmans seraient internés de façon préventive et sans procès dans des camps d'internement de masse, situés dans le Xinjiang occidental. Ces camps sont appelés « camps de rééducation » et plus tard, « centres de formation professionnelle » par le gouvernement, qui les décrit comme étant destinés à la « réhabilitation et à la rédemption » pour combattre le terrorisme et l'extrémisme religieux,,. Ils sont gérés par le gouvernement régional autonome ouïgour du Xinjiang depuis 2014. Cependant, les internements dans ces camps se sont fortement intensifiés après un changement de direction au niveau régional. Selon le Conseil des droits de l'homme des Nations unies, la Chine préleve des organes sur les prisonniers de ces camps et les vend sur le marché mondial,. Outre les Ouïghours, d'autres minorités musulmanes seraient également détenues dans ces camps de rééducation.
Ces camps sont décrits comme étant « orwelliens » et certains journalistes occidentaux font des comparaisons avec les camps de concentration nazis,.
Le 31 août 2018, le comité des Nations unies appelle le gouvernement chinois à « mettre fin à la pratique de la détention sans inculpation, procès et condamnation légale », à libérer les personnes détenues, à fournir des précisions sur le nombre de personnes enterrées et les raisons de leur détention et à enquêter sur les allégations de « profilage racial, ethnique et ethno-religieux ». En 2019, vingt-trois pays des Nations unies signent une lettre condamnant la Chine pour ces camps et lui demandant de les fermer. En octobre 2018, la BBC News publie un reportage d'investigation affirmant, sur la base d'images satellites et de témoignages, que des centaines de milliers de Ouïghours et d'autres minorités musulmanes sont détenus sans procès dans ces camps d'internement. D'autre part, le département de la Défense des États-Unis estime qu'environ un à trois millions de personnes ont été détenues et placées dans des camps de rééducation. Certaines sources citées dans l'article disent : « Pour autant que je sache, le gouvernement chinois veut supprimer l'identité ouïgoure du monde »,. Le New York Times suggère que la Chine a réussi à faire taire les pays au sujet des camps du Xinjiang en raison de sa puissance diplomatique et économique, mais lorsque les pays décident de critiquer le pays, ils le font en groupe dans l'espoir d'atténuer les sanctions de la Chine.
Un rapport de la BBC cite un fonctionnaire chinois anonyme qui déclare que « les Ouïgours jouissaient de tous leurs droits » mais admet également que « ceux qui sont trompés par l'extrémisme religieux ... seront aidés par la réinstallation et la rééducation ». Le tabloïd chinois Global Times répond également que les contrôles au Xinjiang sont « intenses », mais pas permanents. En 2018, le nombre des détenus musulmans dans les camps d'internement du Xinjiang est estimé à un million par Amnesty International et par l'Organisation des Nations unies. Le 17 juin 2020, le président des États-Unis, Donald Trump signe le Uyghur Human Rights Policy Act (en), qui autorise la mise en place de sanctions américaines contre les fonctionnaires du gouvernement chinois responsables des camps d'internement du Xinjiang.

## Tensions sectaires

### Tensions entre Huis et Ouïghours
Les tensions entre les musulmans Hui et Ouïghours sont anciennes et liées en partie à l'histoire de Xinjiang, les troupes et les officiels Hui ayant souvent dominé les Ouïghours dans le passé, et ont écrasé les révoltes de ces derniers. La population Hui du Xinjiang a augmenté de plus de 520 % entre 1940 et 1982, soit une croissance annuelle moyenne de 4,4 %, alors que la population ouïghoure n'a augmenté que de 1,7 %. Cette augmentation spectaculaire de la population Hui conduit inévitablement à des tensions importantes entre les populations Hui et ouïgoure. De nombreux civils Hui sont tués par des rebelles ouïghours en 1933, lors du massacre de Kizil. Lors des émeutes de 2009 dans le Xinjiang, qui font environ 200 morts, « Tuez les Han, tuez les Hui » est un cri commun aux extrémistes ouïghours, qui est également relayé sur les réseaux sociaux. Certains Ouïghours de Kachgar se souviennent que lors de la bataille de Kachgar (en), qui a eu lieu en 1934, l'armée Hui a massacré entre 2 000 et 8 000 Ouïghours. Ce souvenir toujours vivace provoque des tensions, alors que de plus en plus de Hui arrivent à Kachgar en provenance d'autres régions de Chine. Certains Hui critiquent le séparatisme ouïgour et ne veulent généralement pas s'impliquer dans les conflits d'autres pays. De manière générale, les Hui et les Ouïghours vivent séparément au Xinjiang, fréquentant des mosquées différentes.
Les Hui sont vus comme étant de « mauvais musulmans » par les différents courants extrémistes et islamistes. Les djihadistes salafistes du Parti islamique du Turkestan accusent les Yihewani, une secte hanafiste qui est quasiment le représentant officiel des Hui auprès du gouvernement chinois, d'être responsables de la modération des musulmans Hui et du fait que les Hui ne rejoignent pas les groupes djihadistes. Ils estiment que les Hui et les Ouïghours sont ennemis l'un de l'autre depuis plus de 300 ans à cause des Hui, déplorent qu'il n'existe pas d'organisations islamistes séparatistes parmi les Hui, que les Hui considèrent la Chine comme leur foyer et le fait que la langue des « infidèles chinois » est la langue des Hui,.
Les trafiquants de drogue musulmans Hui, actifs dans le triangle d'or, sont accusés par les ouïghours de ne vendre de l'héroïne qu'aux Ouïghours,. Le grand public a l'impression que la vente d'héroïne est un monopole des trafiquants Hui.

### Sectes Hui
Au cours des siécles, il y a eu de nombreux cas d'affrontements violents entre différentes sectes Hui. Les combats entre les sectes Hui ont conduit à la révolte des Jahriyya dans les années 1780 et a deux révoltes des Dounganes en 1862 et en 1895. Après une interruption lors de l'arrivée au pouvoir des communistes, les combats entre les différentes sectes reprennent au Ningxia, dans les années 1990. Plusieurs sectes refusent les mariages avec les membres d'autres sectes. Une secte soufie fait même circuler un pamphlet anti-salafiste rédigé en arabe. Le mouvement salafiste, qui se développe en Chine grâce au financement de l'Arabie saoudite, du Qatar, du Koweït et des Émirats arabes unis, a facilité la construction de plusieurs mosquées salafistes chinoises. Certains salafistes Hui ont rejoint les rangs de Daech.

### Musulmans Tibétains
Au Tibet, la majorité des musulmans sont des Hui. La haine entre les Tibétains et les musulmans découle d'événements survenus pendant la période ou le seigneur de guerre musulman Ma Bufang contrôlait le Qinghai. Parmi ces conflits, on trouve les Rébellions goloks et la guerre sino-tibétaine. Les violences entre les deux ethnies s'atténuent après 1949, à la suite de la répression tous azimuts du parti communiste, mais elles reprennent avec l'assouplissement des restrictions, a la fin de la révolution culturelle. Des émeutes éclatent en mars 2008 entre musulmans et tibétains, après des incidents tels que la présence présumée d'os humains dans des soupes servies dans des établissements appartenant à des musulmans, la contamination délibérée de ces soupes avec de l'urine humaine et le prix excessif des ballons vendus par des musulmans. Les Tibétains attaquent alors des restaurants musulmans et déclenchent des incendies qui provoquent des morts et des émeutes chez les musulmans. À cause de ces émeutes, de nombreux musulmans renoncent à porter leurs traditionnelles casquettes blanches et les femmes musulmanes enlévent leurs foulards, qu'elles remplacent par des filets à cheveux, pour se cacher. La principale mosquée de Lhassa est incendiée par les Tibétains pendant ces troubles. La diaspora tibétaine cherche à étouffer les rapports qui parviennent à la communauté internationale, craignant que ces émeutes ne nuisent à la cause de l'autonomie tibétaine et alimentent le soutien des musulmans Hui à la répression gouvernementale contre les Tibétains en général,. En effet, en grande partie en raison de ces tensions très importantes, les Hui soutiennent la politique gouvernementale chinoise de répression du séparatisme tibétain. En outre, les Hui de langue chinoise ont des problèmes avec les Hui tibétains, c'est-à-dire la minorité musulmane Kache qui parle tibétain.
La majorité des Tibétains voient d'un bon œil les guerres contre l'Irak et l'Afghanistan après le 11 septembre 2001, ce qui a pour effet de galvaniser les attitudes anti-musulmanes parmi la communauté Tibétaines et a entraîné un boycott anti-musulman contre les entreprises appartenant à des musulmans. Les bouddhistes tibétains propagent alors une rumeur voulant que les musulmans incinèrent leurs imams et utilisent les cendres pour convertir les Tibétains à l'Islam en leur faisant inhaler ces cendres. Cette rumeur se répand alors même que les Tibétains semblent être conscients que les musulmans pratiquent l'enterrement et non la crémation, puisqu'ils s'opposent fréquemment aux projets de cimetières musulmans dans leur région.

## Pratiquants

### Groupes ethniques
Des musulmans vivent dans toutes les régions de Chine. Les plus importantes concentrations se trouvent dans les provinces du nord-ouest – Xinjiang, Gansu, Qinghai et Ningxia – mais on trouve également des populations importantes dans les provinces du Yunnan et du Henan. Parmi les 55 ethnies de Chine reconnues officiellement, dix sont principalement musulmanes. Les plus importants groupes sont, par ordre d'importance, les Hui (20 millions au recensement de 2020, soit 38 % des musulmans recensés), les Ouïghours (25 à 30 millions, 60 %), les Kazakhs (1,25 million, 4 %), les Dongxiang (514 000, 1,02 %), les Kirghizes (161 000), les Salars (105 000), les Tadjiks (41 000), les Ouzbeks, les Bonan (17 000) et les Tatares (5 000). Cependant, les membres des groupes ethniques traditionnellement musulmans peuvent se déclarer d'une autre religion ou d'aucune religion. De plus, les musulmans tibétains sont officiellement catégorisés dans les Tibétains, contrairement aux Hui qui sont désignés comme peuple séparé, même s'ils sont très proches des Han. Les musulmans vivent principalement dans les régions qui bordent l'Asie centrale, le Tibet et la Mongolie, régions qui sont connues sous le nom de « Ceinture du Coran ».

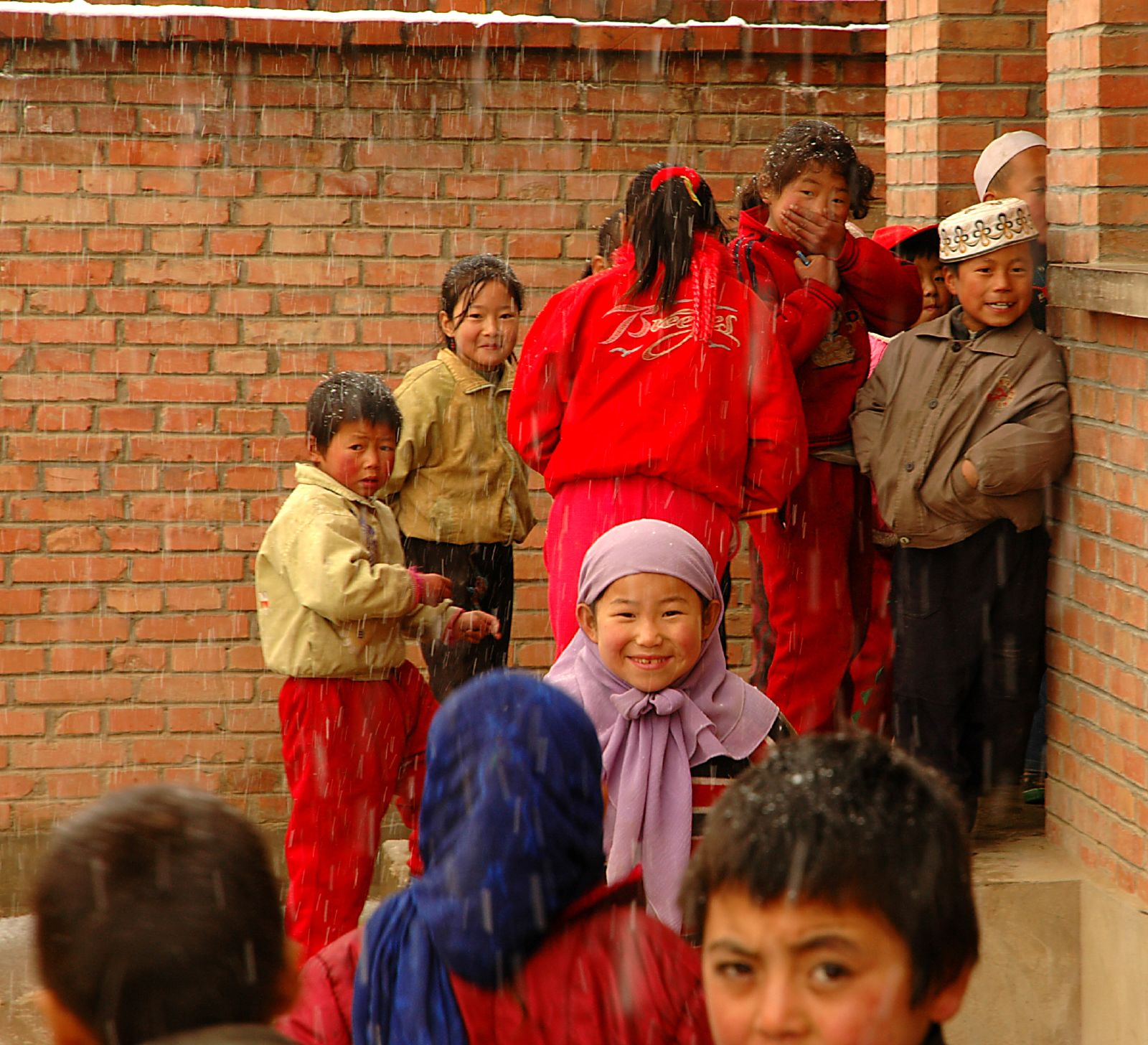
Enfants Bonan

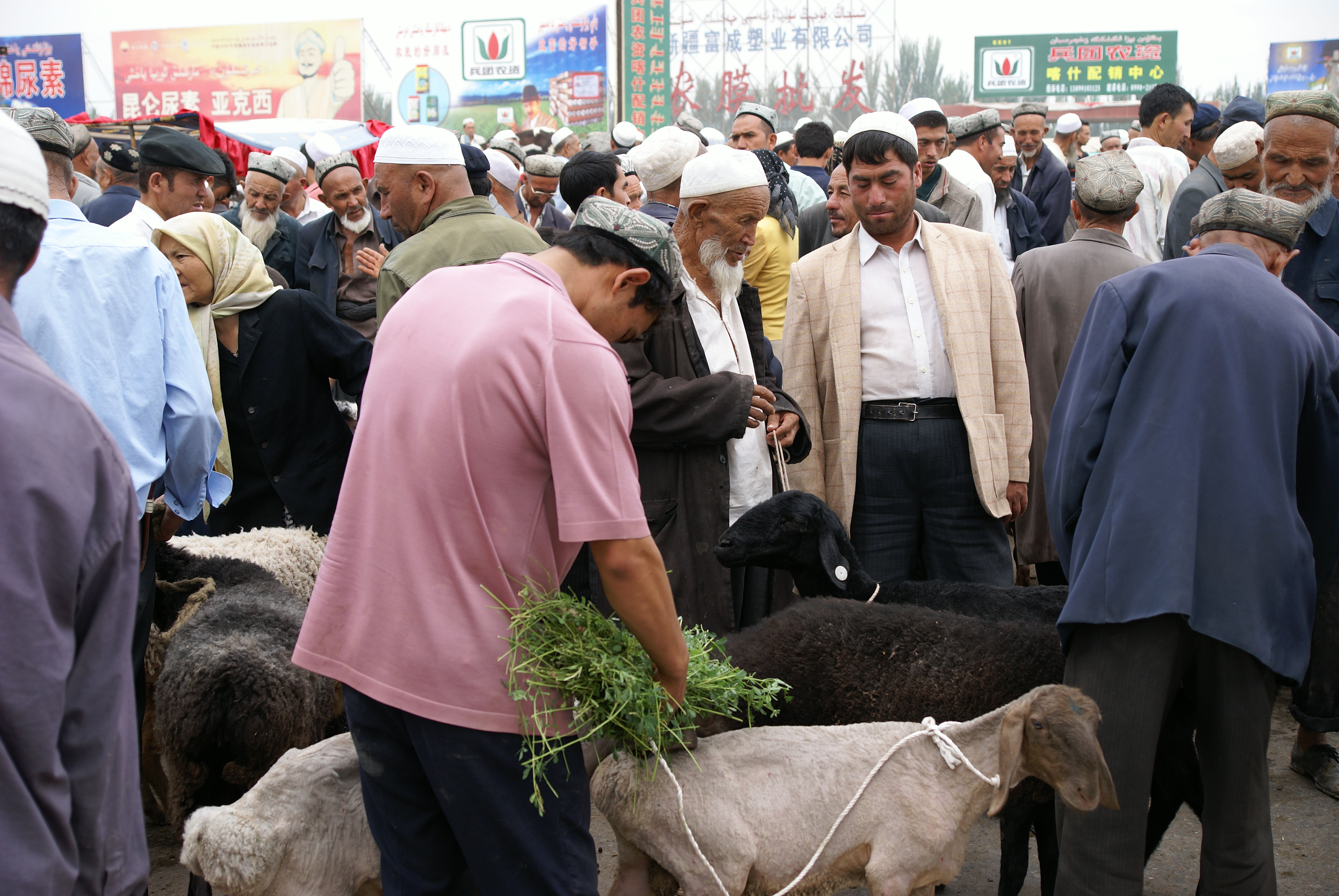
Ouïghours dans un marché au bétail de Kachgar.

### Génétique
L'haplogroupe du chromosome Y O3-M122 d'Asie de l'Est est très présent chez d'autres ethnies musulmanes proches des Hui comme les Dongxiang, Bo'an et Salar. La majorité des Tibéto-Birmans, des Chinois Han et des Hui du Ningxia et du Liaoning partagent des chromosomes Y paternels liés à cet haplogroupe, qui sont différents de ceux des Moyen-Orientaux et des Européens. Cette proximité d'un point de vue génétique semble indiquer que ce sont des populations natives d'Asie de l'Est qui se sont converties à l'Islam et ont été culturellement assimilées à ces ethnies et que l'immense majorité des musulmans de Chine ne sont pas des descendants d'étrangers comme le prétendent certains témoignages. Finalement, seulement une petite minorité des musulmans chinois seraient des descendants d'étrangers.

### Nombre de musulmans en Chine

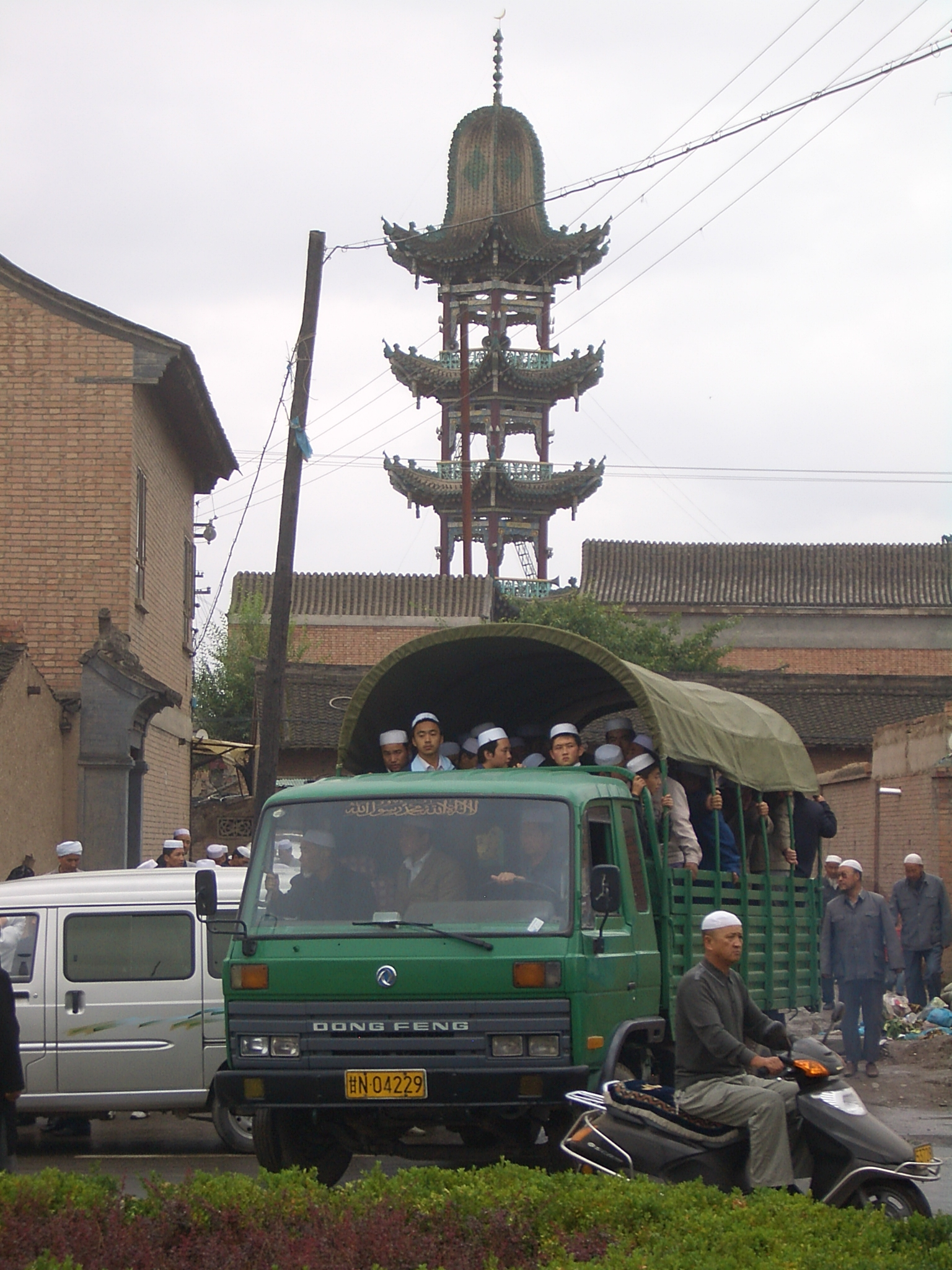
Pratiquants quittant une mosquée à Linxia

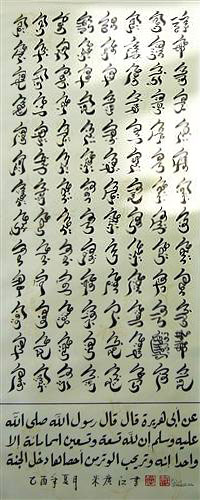
les 99 noms d'Allah, en chinois, rédigés en écriture Sini

La Chine abrite de nombreux pratiquants de l'islam. Selon une étude réalisée en 2009 par le Pew Research Center, il y avait à cette date 21 667 000 musulmans en Chine, soit 1,6 % de la population totale,. Selon The World Factbook, une publication de la CIA, les musulmans représentent environ 1 à 2 % de la population totale en Chine, tandis que le Rapport international sur la liberté de culte du département d'État des États-Unis estime qu'ils constituent 1,5 % de la population. Selon le manuel Religions in the Modern World, ces chiffres sont à manier avec précaution, car « le nombre d'adeptes d'une tradition donnée est difficile à estimer et doit, en Chine comme partout ailleurs, s'appuyer sur les statistiques établies par les plus grandes institutions, soit celles de l'État - qui ont tendance à sous-estimer - soit celles des institutions religieuses elles-mêmes - qui ont tendance à surestimer ». Si l'on inclut toute la population des minorités « nationales » désignées comme ayant un héritage islamique et vivant sur le territoire chinois, on peut conclure qu'il y a environ 20 millions de musulmans en république populaire de Chine,. Selon la State Administration for Religious Affairs (en) (SARA) , il y a environ 36 000 lieux de culte islamiques, plus de 45 000 imams et 10 écoles islamiques dans le pays.
Un récent recensement totalise 50 à 80 millions de musulmans en Chine. Cependant, les trois derniers recensement nationaux (1982, 1999 et 2000) ne comprennent pas de questions sur la religion. Le nombre de pratiquants peut être déduit directement du nombre de personnes se déclarant membre d'un groupe ethnique particulier, dont les membres sont reconnus pour faire majoritairement partie d'une religion. Une étude de 2018 conduite par Peri Bearman (en), basée sur le recensement de la Chine, a conclu qu'il y aurait 40 000 000 musulmans en Chine, représentant 2,8 % de la population totale. Selon les données fournies par le Centre international de la population de l'Université d'État de San Diego pour le U.S. News & World Report, la Chine possède 65,3 millions de musulmans. Le site internet de la BBC « religion et éthique » donne une fourchette de 30 à 100 millions (2,1 à 7,5 % du total) de musulmans en Chine. Divers groupes dissidents Musulmans indiquent environ 132 millions de Musulmans en Chine en 2018, du fait que la population totale des Huis n'est pas connue avec précision, et surtout, du fait que le nombre de Musulmans de l'éthnie Han est inconnu. De nombreux Musulmans de l'éthnie Han refusent d'êtres considérés comme des Huis. On ignore aussi la proportion exacte des Musulmans chez les éthnies Mandchoues et Mongoles.
Dans les deux prochaines décennies, à partir de 2011, Pew prévoit un ralentissement de la croissance de la population musulmane en Chine par rapport aux années précédentes, les femmes musulmanes en Chine ayant un taux de fécondité de 1,7. En effet, de nombreux musulmans Hui limitent volontairement les naissances à un enfant par couple, car leurs imams leur prêchent les avantages du contrôle des naissances, alors que le nombre d'enfants autorisés par couple pour les Hui varie entre un et trois enfants suivant les régions. En effet, la politique chinoise de planification familiale permet aux minorités, dont les musulmans, d'avoir jusqu'à deux enfants dans les zones urbaines et trois à quatre enfants dans les zones rurales.

## Pratique religieuse

### Éducation islamique en Chine

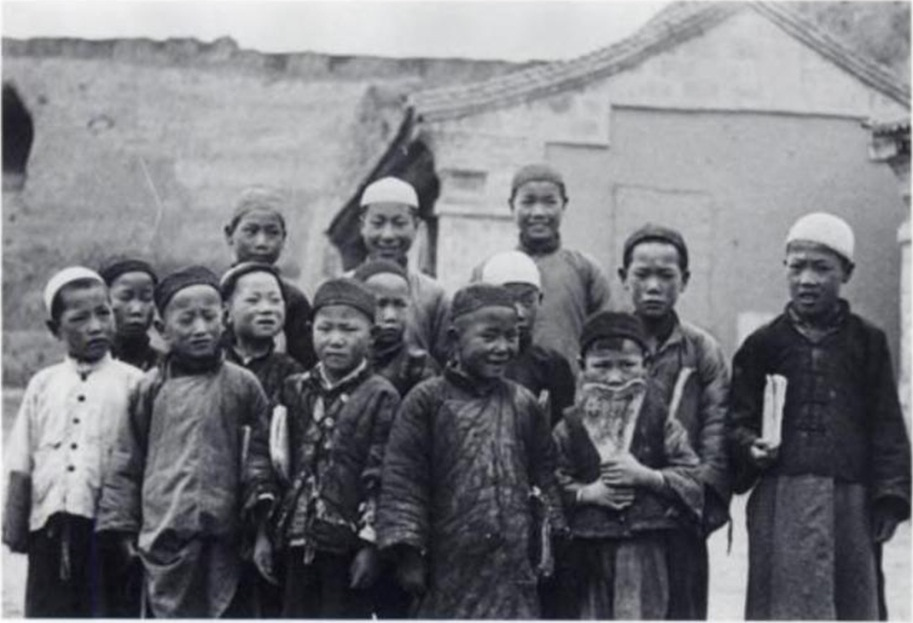
étudiants musulmans Chinois

Au cours des vingt dernières années un large éventail de possibilités d'éducation islamique a été développé pour répondre aux besoins de la population musulmane en Chine. En plus les écoles de mosquée, les collèges gouvernementaux islamiques, et indépendants des collèges islamiques, un nombre croissant d'étudiants sont partis à l'étranger pour poursuivre leurs études au niveau international dans des universités islamiques en Égypte, Syrie, Arabie saoudite, Pakistan, Iran et Malaisie.
Qīngzhēn (清真) est le terme chinois utilisé pour désigner certaines institutions islamiques. Son sens littéral est « vérité pure ».

### Courants théologiques de l'islam chinois
La grande majorité des musulmans en Chine sont sunnites. Une caractéristique notable dans certaines communautés musulmanes en Chine est la présence de femmes imam,.
L'érudit islamique Ma Tong a constaté que les 6 781 500 Hui de Chine suivaient principalement la forme orthodoxe de l'Islam (58,2 % étaient des Gedimu, une tradition non soufie qui s'oppose à l'inorthodoxie et à l'innovation religieuse), adhérant principalement au Madhhab Hanafi. Cependant, une importante minorité de Hui sont membres de groupes soufis. Selon Tong, 21 % de ces Hui soufis sont des Yihewani, 10,9 % des Jahriyya, 7,2 % des Khuffiya, 1,4 % des Qadariyya et 0,7 % des Kubrawiyya. Les musulmans chinois chiites sont pour la plupart des Ismaéliens, y compris les Tadjiks des régions de Tashkurgan et de Sarikul dans le Xinjiang.

### Musulmans chinois et Hajj
Il est reconnu que le général Zheng He et ses troupes musulmanes ont fait un voyage à La Mecque et effectué le Hajj durant un de ses précédents voyages vers l'occident entre 1401 et 1433. D'autres musulmans chinois ont fait le pèlerinage Hajj vers La Mecque dans les siècles qui suivirent, mais il reste peu d'informations à ce sujet. Le général Ma Lin a effectué le Hajj à la Mecque, tandis que les généraux Ma Fuxiang et Ma Linyi ont parrainé l'imam Wang Jingzhai lorsqu'il a effectué le hajj à la Mecque en 1921. L'imam Yihewani Hu Songshan a fait le Hadj en 1925.
Brièvement durant la révolution culturelle, les musulmans chinois n'ont pas été autorisés à faire le Hajj, et ont dû passer par le Pakistan pour cela. Cette interdiction est levée en 1979. Les musulmans chinois ont maintenant pour habitude d'effectuer le Hajj en grand nombre, souvent en groupes organisés. Le plus grand groupe ayant fait le pèlerinage était constitué de 10 700 pèlerins, venant de tout le pays, pour faire le Hajj en 2007.

## Corps représentatifs

### Association islamique de Chine

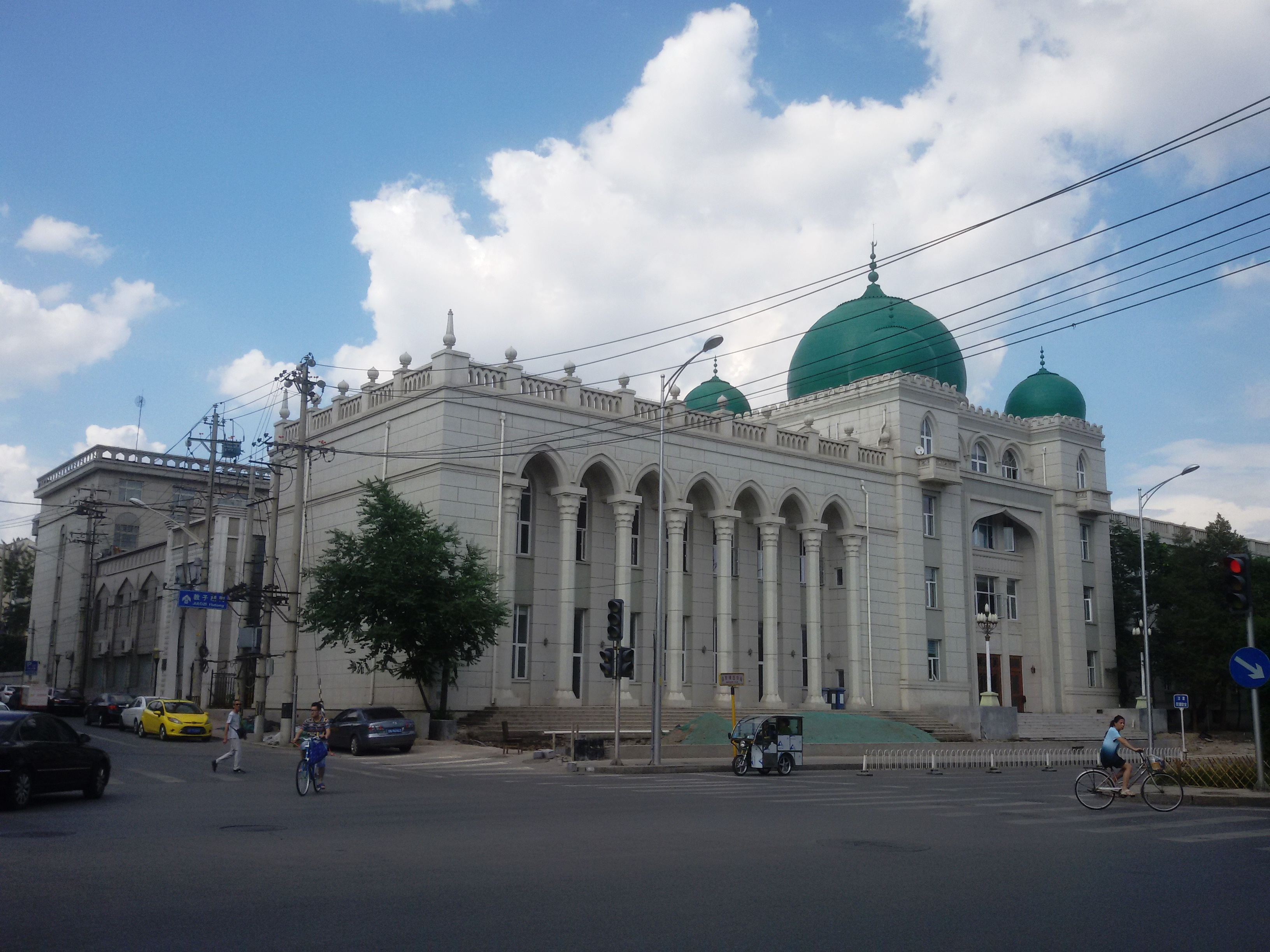
Siège de l'Association islamique de Chine, a Pékin

L'Association islamique de Chine (chinois simplifié: 中国伊斯兰教协会; chinois traditionnel: 中國伊斯蘭教協會; pinyin: Zhōngguó Yīsīlánjiào Xiéhuì; anglais: Islamic Association of China) prétend représenter les musulmans chinois à travers tout le pays. Lors de sa réunion inaugurale le 11 mai 1953 à Pékin, les représentants de dix ethnies de la république populaire de Chine étaient présents.
Ses missions et devoirs sont :
- Assister le gouvernement populaire dans la mise en œuvre de sa politique de liberté de culte ;
- Faire progresser la tradition de l'islam ;
- Chérir la mère patrie ;
- Unifier les musulmans en participant à la construction socialiste de la mère patrie ;
- Développer une relation amicale avec les musulmans des autres pays ;
- Maintenir la paix dans le monde ;
- Collecter et corriger les informations historiques sur l'islam ;
- etc.

### China Islamic Association
En avril 2001, le gouvernement fonde la China Islamic Association, qui est décrite comme visant à « aider à la propagation du Coran en Chine et s'opposer à l'extrémisme religieux ». L'association doit être dirigée par seize chefs religieux islamiques qui sont chargés de faire « une interprétation correcte et d'autorité » de la foi et du canon islamique.
Elle compile et propage des discours inspirants et aidant les imams à se perfectionner, et les sermons effectués par les clercs à travers le pays. Cette dernière fonction est probablement le poste clé dans la mesure où le gouvernement central est concerné. Il s'inquiète du fait que certains membres du clergé se servent de leurs sermons pour répandre la sédition.
Voici quelques exemples de concessions religieuses accordées aux musulmans :
- Dans les zones où les musulmans sont majoritaires, l'élevage des porcs n'est pas autorisé, par respect pour les sensibilités musulmanes.
- Les communautés musulmanes sont autorisées à utiliser des cimetières distincts.
- Les couples musulmans peuvent consacrer leur mariage par un imam.
- Les travailleurs musulmans sont autorisés à avoir des vacances pendant les grandes fêtes religieuses.
- Les musulmans chinois sont également autorisés à faire le pèlerinage à La Mecque, et plus de 45 000 musulmans chinois l'ont fait ces dernières années.

## Culture et héritage
Bien que des contacts et des conquêtes précédentes aient eu lieu avant, la conquête mongole d'une grande partie de l'Eurasie au XIIIe siècle a introduit de façon permanente les vastes traditions culturelles de la Chine, l'Asie centrale et l'Asie de l'Ouest en un seul empire. L'interaction intime qui a abouti est évidente dans l'héritage des deux traditions. En Chine, l'islam a influencé la technologie, les sciences, la philosophie et les arts. Un des exemples de cette influence est l'adoption par les Chinois de nombreuses techniques et connaissances médicales islamiques, telles que la cicatrisation des plaies et l'analyse d'urine. Mais les échanges culturels via la route de la soie ne se font pas dans un seul sens et la Chine bouddhiste a également influencé l'Islam. Cela se voit avec l'apparition de nouvelles techniques artistiques, notamment lorsque les artistes musulmans commencent à représenter des humains dans leurs peintures, chose que l'on pensait être interdite par l'Islam. En termes de culture matérielle, on trouve des motifs décoratifs de l'architecture et la calligraphie islamique d'Asie centrale et un impact marqué de la nourriture halal sur la cuisine chinoise du nord.
Prenant l'empire mongol eurasien comme point de départ, l'ethnogenèse des Hui, peut également être dressé par l'émergence de traditions musulmanes typiquement chinoises dans l'architecture, la nourriture, l'épigraphie et la culture islamique écrite. Ce patrimoine culturel multiforme continue jusqu'à nos jours.

### Armée
Les musulmans ont souvent occupé des postes militaires, souvent haut-gradés, et de nombreux sont ceux qui ont rejoint l'armée chinoise.
Les musulmans ont beaucoup servi dans l'armée chinoise, tant comme fonctionnaires que comme soldats. Selon les chroniques chinoise, les musulmans des peuples Dongxiang et Salar recevaient des « rations alimentaires », une référence au service militaire.

### Architecture islamique

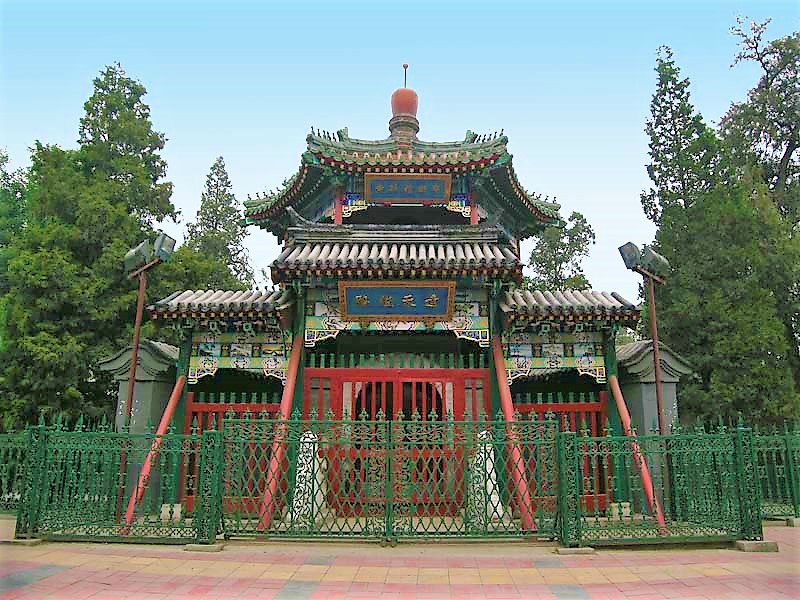
La Mosquée de Niujie à Pékin

En chinois, une mosquée est appelée qīngzhēn sì (清真寺), ce qui signifie « temple de la vérité pure ». La première mosquée chinoise est construite au VIIe siècle sous la dynastie Tang, à Xi'an. La grande mosquée de Xi'an et la grande mosquée de Jinan, dont les constructions actuelles datent de la dynastie Ming, ne reprennent pas beaucoup d'éléments traditionnellement utilisés dans la construction de mosquées. En fait, elles suivent l'architecture traditionnelle chinoise. Les mosquées dans l'ouest de la Chine incorporent plus d'éléments que l'on retrouve dans les autres mosquées à travers le monde. Les mosquées chinoises occidentales incorporent plus probablement des minarets et des dômes, alors que les mosquées chinoises orientales ressemblent plus à des pagodes.

Le tombeau de Khoja Afāq près de Kachgar

Une caractéristique importante de l'architecture chinoise est son accent pour la symétrie, qui connote une sensation de grandeur. Ceci s'applique sur tous les bâtiments, des palais aux mosquées. Une exception notable est la conception des jardins, qui sont le plus asymétriques possible. Comme la peinture chinoise sur rouleau, le principe sous-jacent dans la composition des jardins est la création de flux durables, afin de laisser son propriétaire se promener et profiter du jardin sans ordonnance, comme dans la nature elle-même.
Sur les contreforts du mont Lingshan se trouvent les tombes de deux des quatre compagnons que le prophète Mahomet a envoyé vers l'est pour prêcher l'islam. Connu sous le nom de Tombes Saintes, elles abritent les compagnons Sa-Ke-Zu et Wu-Ko-Shun (sous leurs noms chinois). Les deux autres compagnons sont allés à Guangzhou et Yangzhou.
Les constructions chinoises peuvent être construites en briques, mais les structures en bois sont plus largement répandues. Elles sont en effet plus résistantes aux séismes, mais plus vulnérables aux incendies. Le toit des constructions typiquement chinoises est incurvé. Il existe des classifications strictes de types de pignon, comparable aux ordres classiques des colonnes européennes.
Dans toutes les régions l'architecture chinoise islamique reflète l'architecture locale dans son style. La Chine est réputée pour ses magnifiques mosquées, qui ressemblent à des temples. Toutefois, dans l'ouest de la Chine, les mosquées sont plus proches de celles du Moyen-Orient, avec de hautes toitures, des minarets élancés, des arches courbes et son toit en forme de dôme. Au nord-ouest de la Chine où les Chinois Hui ont construit leurs mosquées, il existe une combinaison entre Orient et Occident. Les mosquées ont des toits évasés de style chinois, sont situées dans des cours murées et leurs entrées sont constituées par des arcades avec des coupoles miniatures et des minarets.
Le 3 août 2018, les autorités de la région autonome du Ningxia annoncent que la grande mosquée de Weizhou va être détruite le vendredi suivant, car elle a été édifiée sans avoir reçu les permis nécessaires avant sa construction,,. Les autorités de la ville déclarent que si la mosquée n'a pas reçu les permis de construire nécessaires, c'est parce qu'elle est construite dans un style moyen-oriental et qu'elle comporte de nombreux dômes et minarets,. Alertés par les médias sociaux, les habitants de Weizhou réussissent à mettre fin aux opérations de destruction de la mosquée par des manifestations publiques.

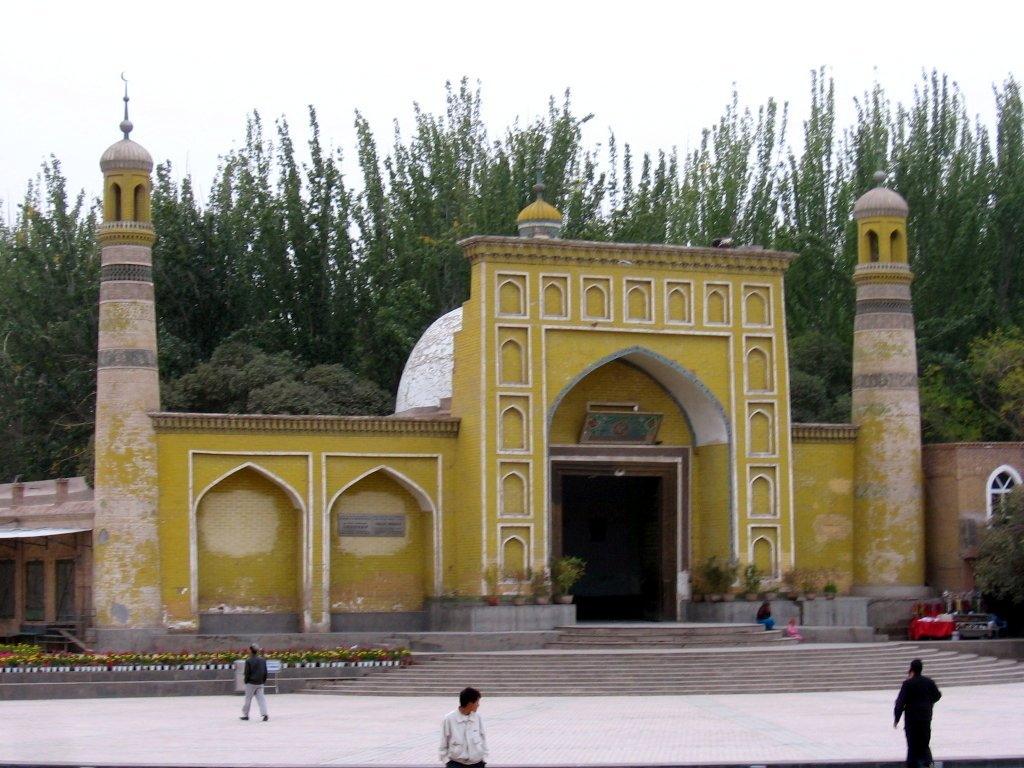
Mosquée Id Kah à Kachgar, Xinjiang
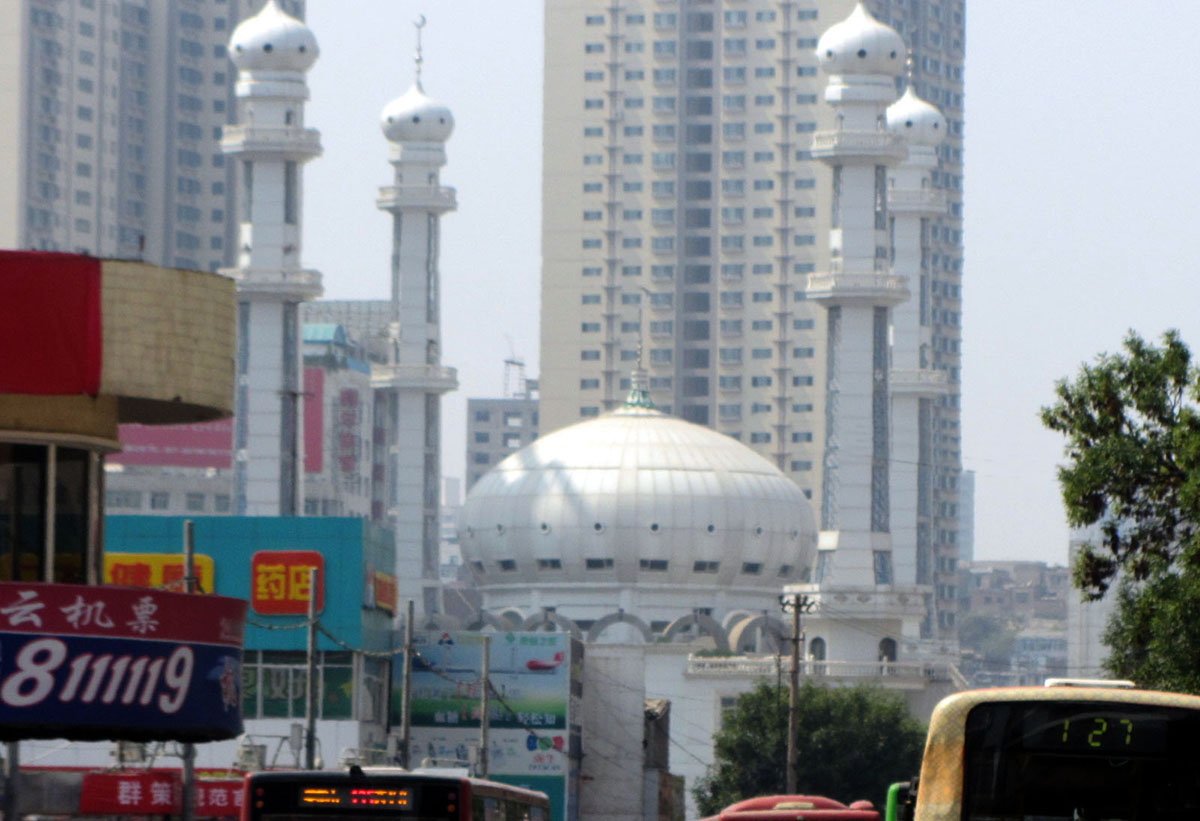
Mosquée Xiguan à Lanzhou, Gansu.
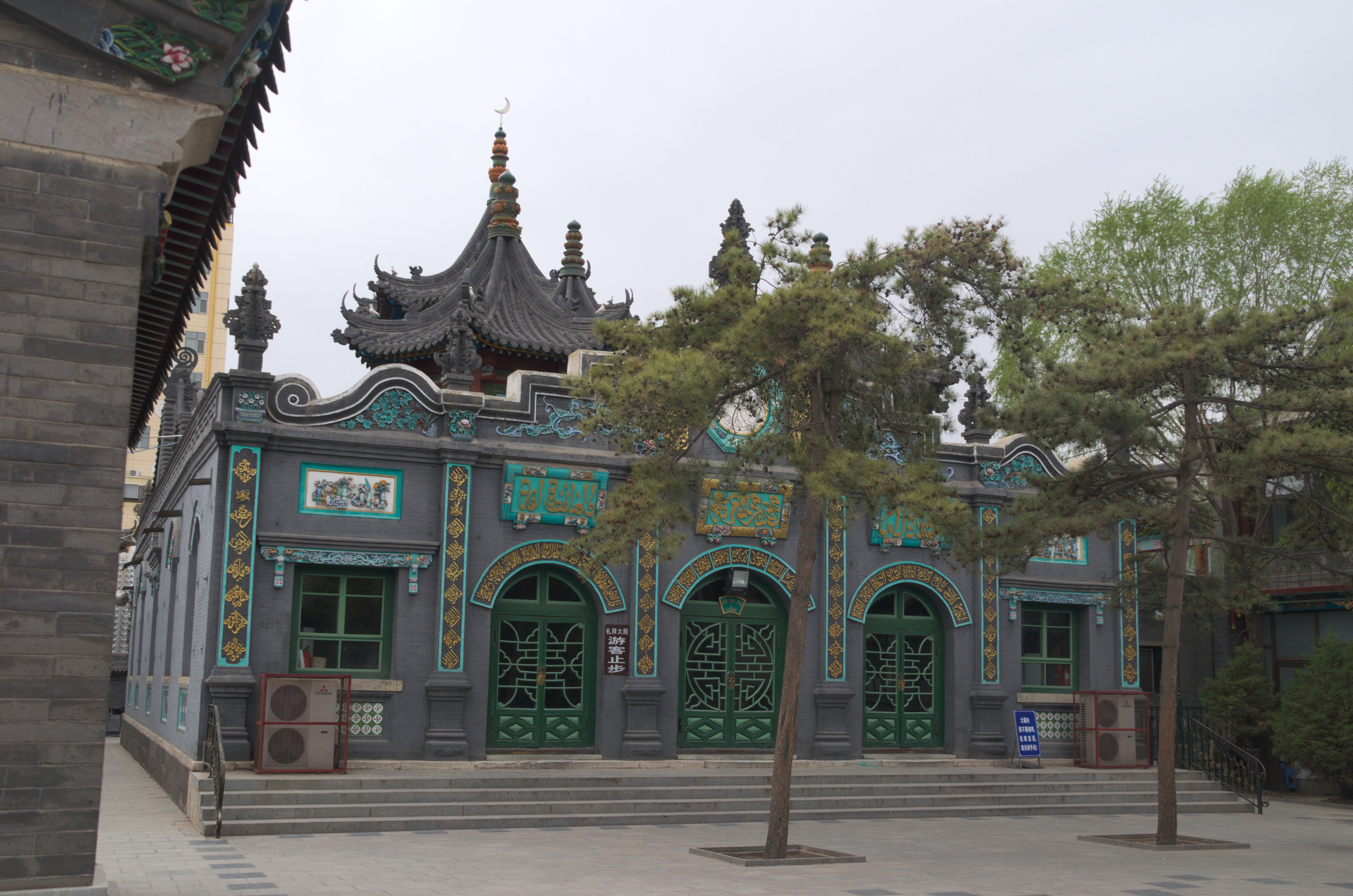
Mosquée à Hohhot, Mongolie-Intérieure.
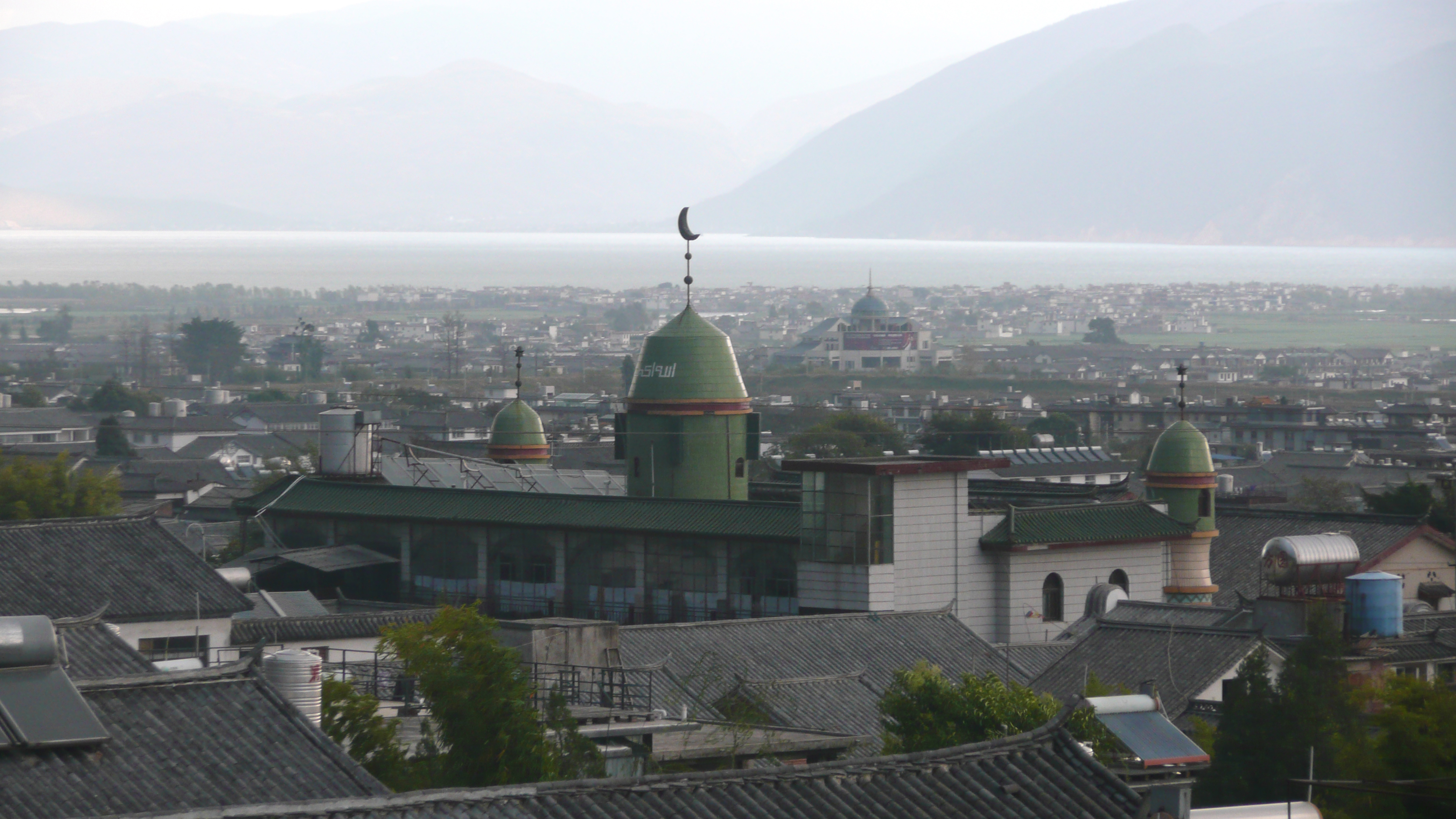
Mosquée à Dali, Yunnan.
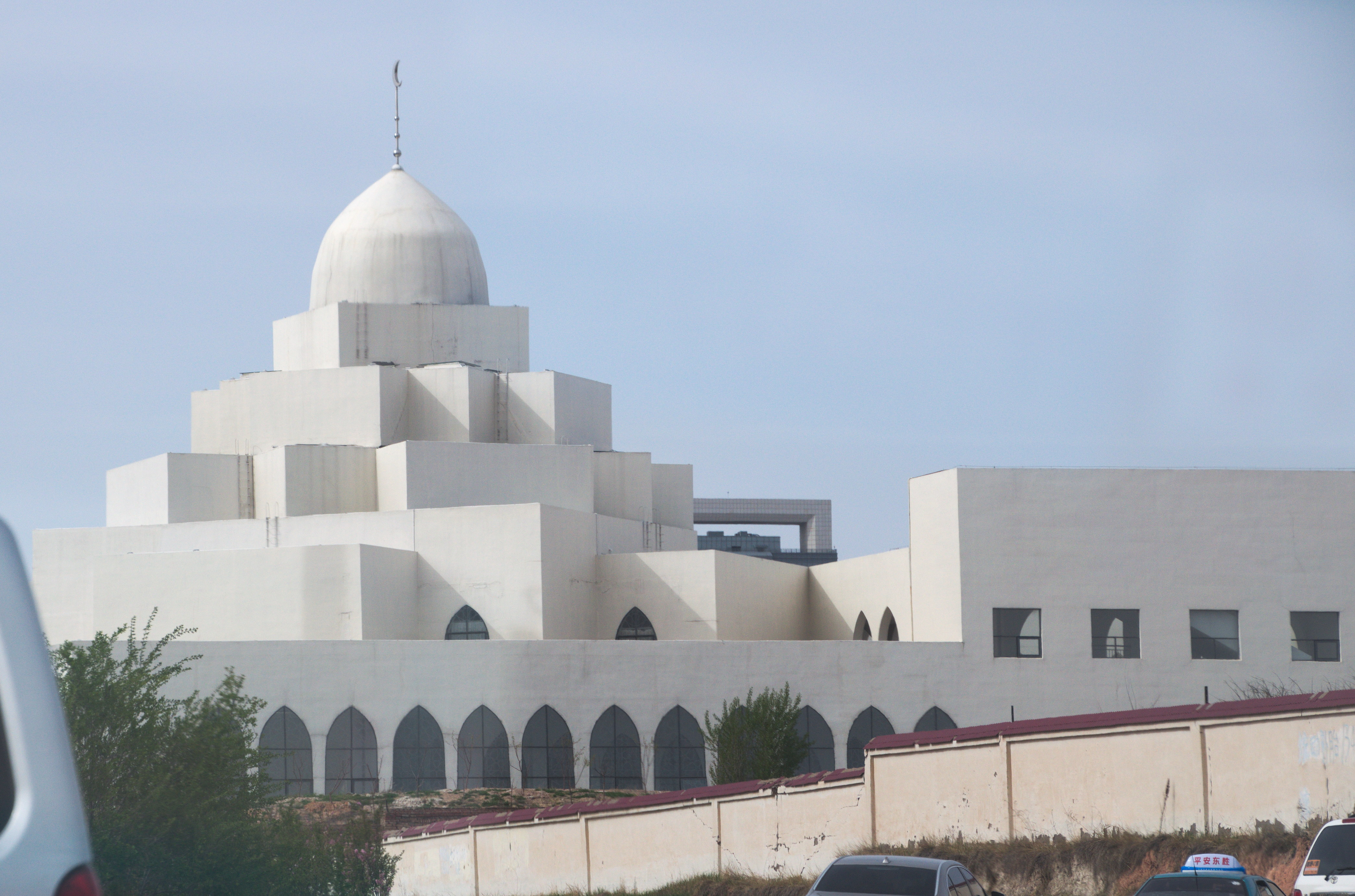
Mosquée d'Ordos, Mongolie-Intérieure.
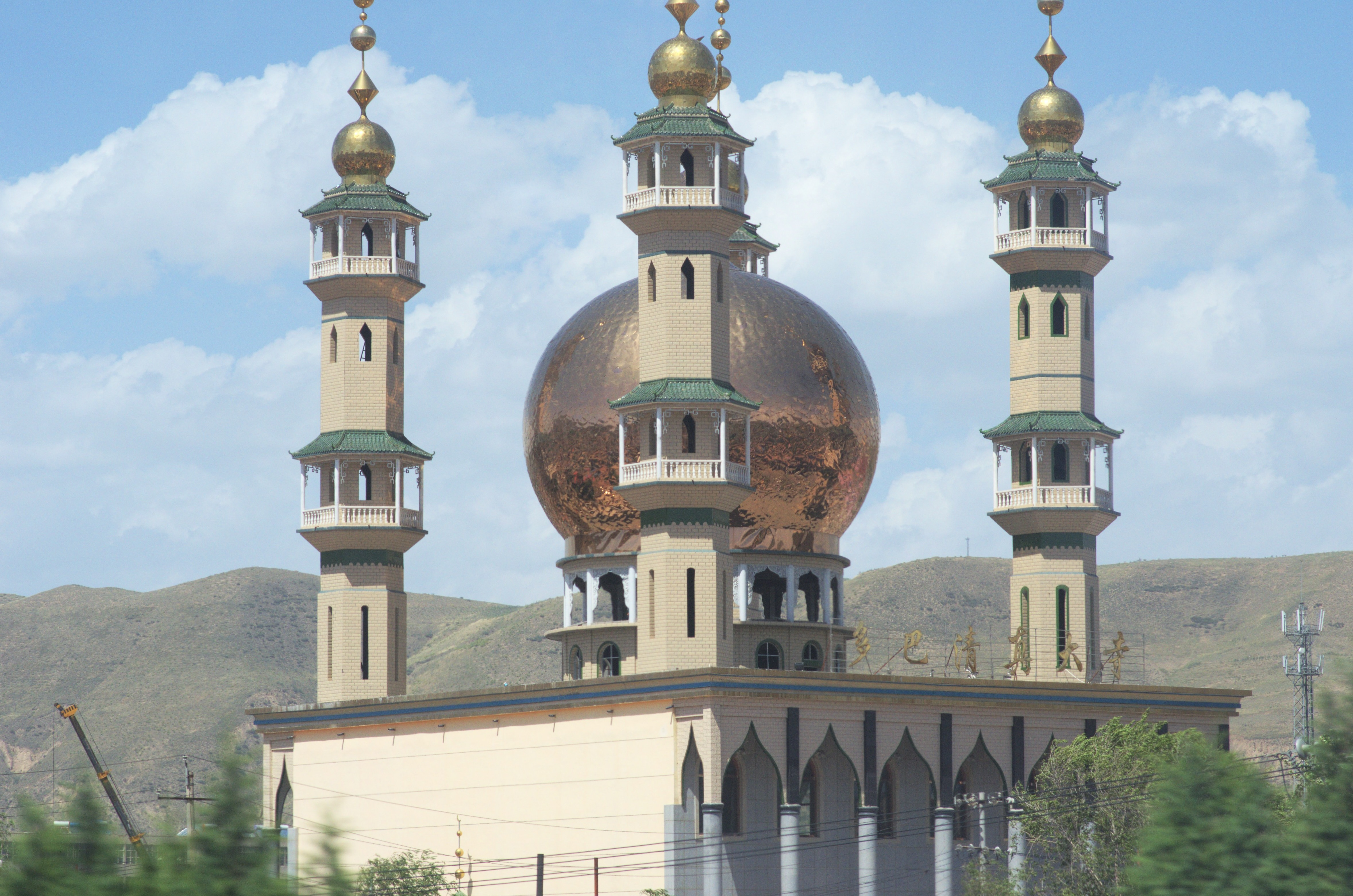
Grande mosquée de Duoba, Qinghai.
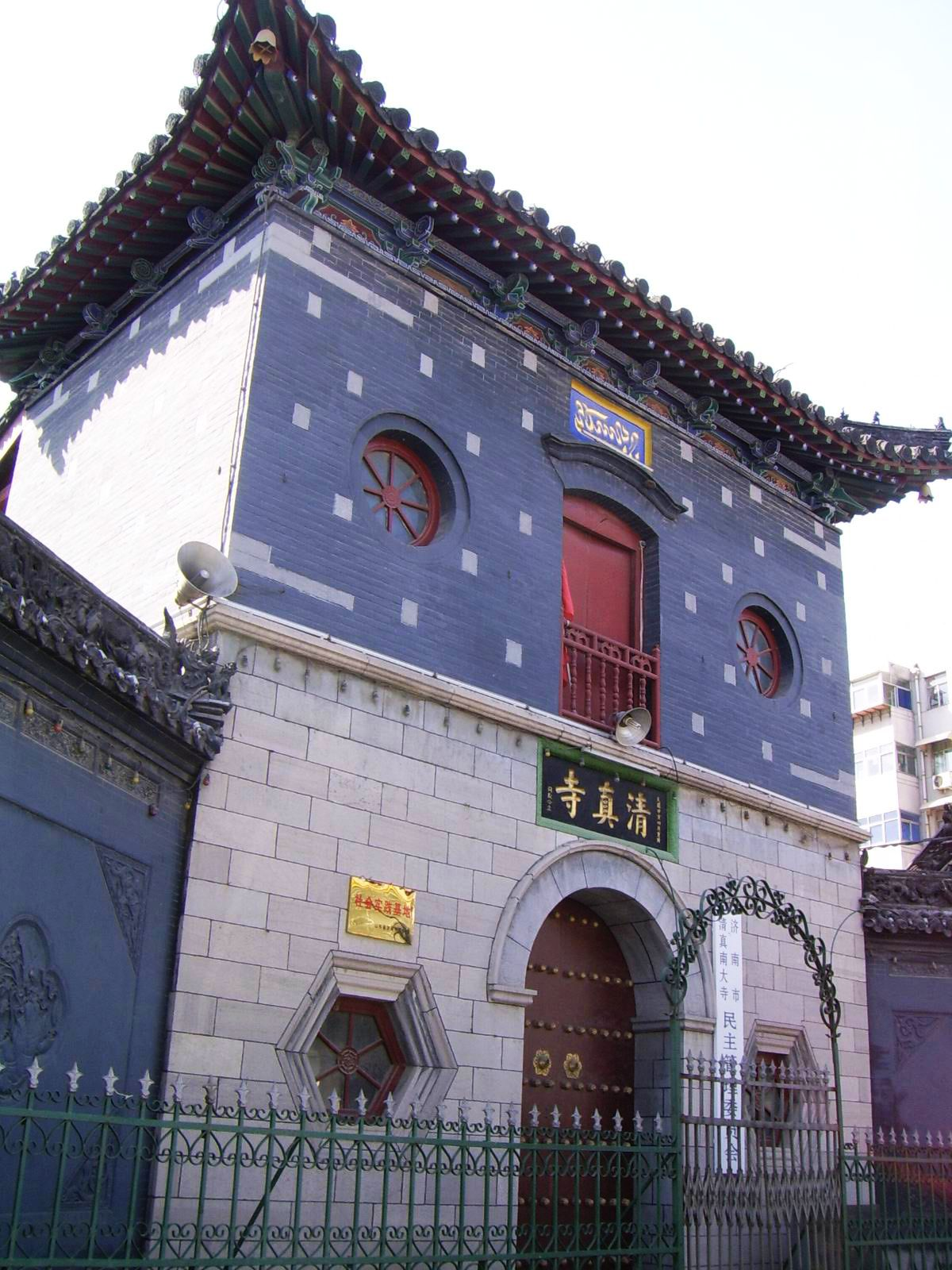
Grande mosquée de Jinan, Shandong.

### Nourriture Halal en Chine

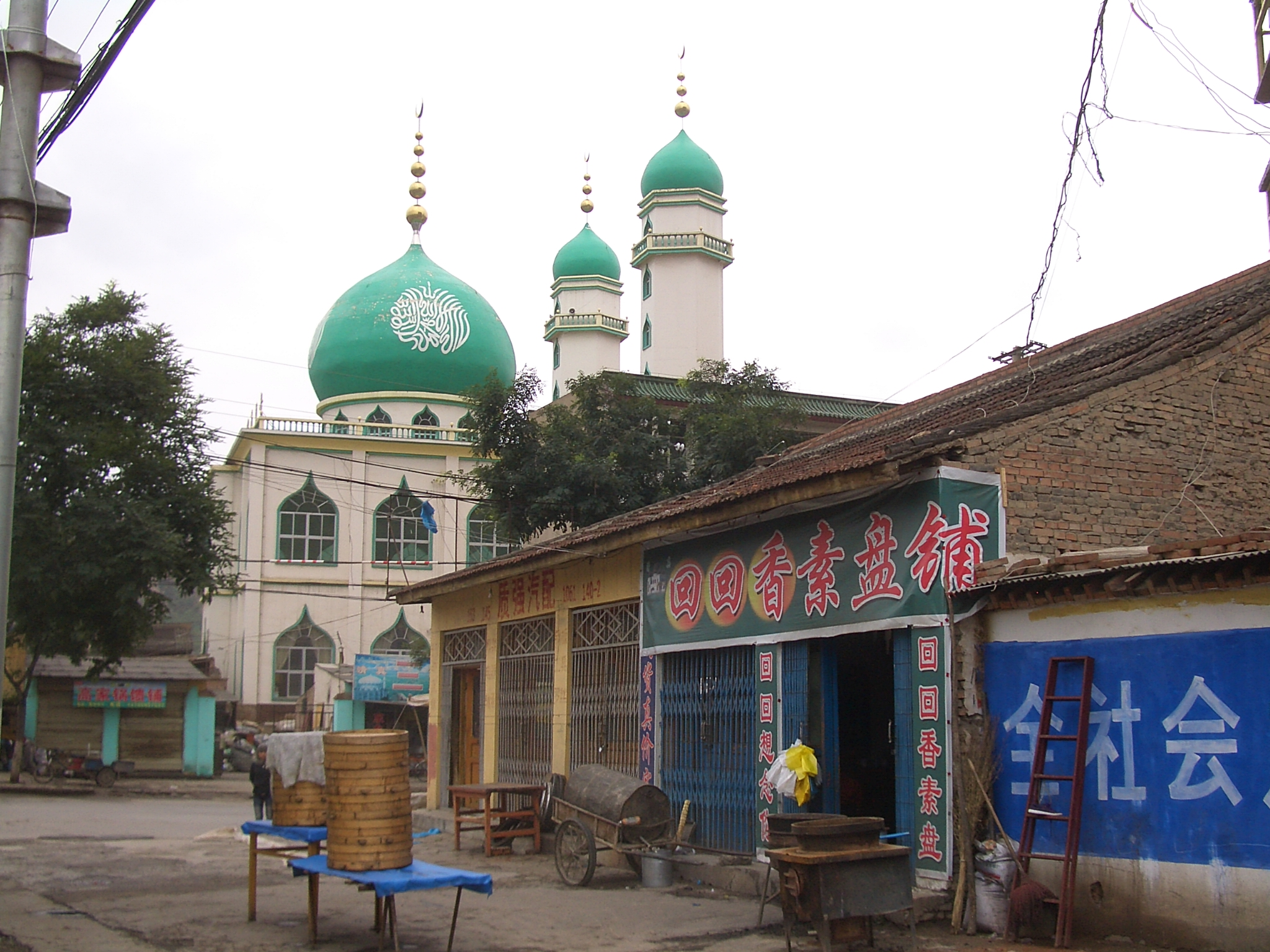
Un restaurant typiquement musulman à Linxia

La nourriture halal a une longue histoire en Chine. Elle est introduite en Chine les marchands arabes et persans qui s'y rendent durant les dynasties Tang et Song. La cuisine musulmane chinoise respecte strictement les règles diététiques islamiques, le mouton et l'agneau en étant les ingrédients prédominants. La spécificité de la nourriture Halal en Chine est qu'elle a hérité des diverses méthodes de cuisson de la cuisine chinoise, par exemple le braisage, le rôtissage, la cuisson à la vapeur, le ragoût et bien d'autres encore. En raison du contexte multiculturel de la Chine, la cuisine musulmane conserve son style et ses caractéristiques propres selon les régions.
En raison de l'importante population musulmane en Chine du Nord-Ouest (Hui) et occidentale (Ouïghours, Kazakhs, Tadjiks, Dounganes), de nombreux restaurants chinois fournissent des repas aux musulmans.
Dans les principales villes chinoises, et de nombreuses villes petites ou moyennes de Chine on trouve de petits restaurants islamiques, avec de la nourriture hallal (chinois : 清真 ; pinyin : qīngzhēn ; litt. « vraiment pur »), généralement des soupes de nouilles faites main (la mian 拉面, « nouilles tirées »), typiques de la minorité Hui et originaires de Lanzhou. On trouve également des stands de brochettes d'agneau au cumin, aisément reconnaissables au caractères pictrographiques (羊串, yáng chuàn), souvent tenus par des musulmans Ouïghours. C'est un plat que l'on retrouve également dans la majorité des restaurants de Pékin (Le caractère pictographique de la brochette 串 y est généralement affiché en grand et en rouge). Les plats à base d'agneau, mouton et bœuf sont généralement plus nombreux dans les restaurants musulmans (on trouve également beaucoup d'agneau chez les Mongols), que dans les autres restaurants chinois.

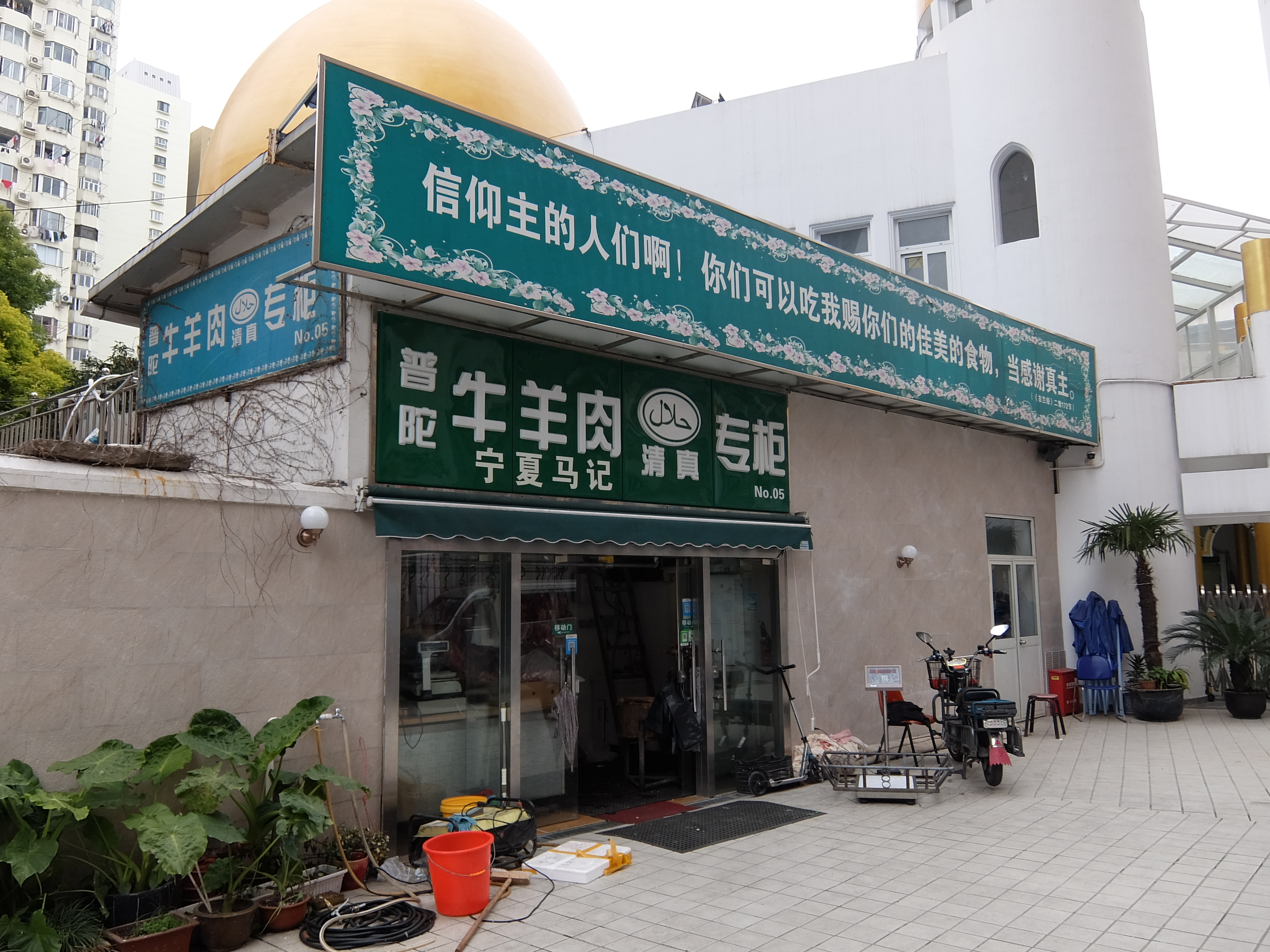
Une boucherie halal située à côté de la mosquée Huxi, Shanghai

On trouve également dans les grandes villes et dans leur région, des restaurants de la minorité Buyei, également musulmane, originaire du Centre Sud de la chine. Elle servent des fondues chinoises, avec la particularité de proposer de la viande de chien, appelée fondue à la viande de chien de Huajiang (花江狗肉火锅), un plat très apprécié à Huajiang (zh) (Guizhou) et sa région.
Les préparations alimentaires commerciales peuvent être certifiées Halal par les organismes agréés. Le terme hallal est alors généralement écrit en caractères arabes, chinois et souvent latins. En chinois, le terme halal est appelé qīngzhēn cài (清真菜) ou « nourriture de pure vérité ». On trouve également, et très facilement, de la viande de bœuf et d'agneau Halal sur les marchés publics, en particulier dans le nord de la Chine. Cette viande est vendue par des bouchers musulmans, qui tiennent des étals indépendants à côté des bouchers non musulmans.
En octobre 2018, le gouvernement chinois lance une politique officielle anti-halal, exhortant les responsables à supprimer la « tendance pan-halal », considérée comme un empiètement de la religion dans la vie laïque et une source d'extrémisme religieux.

### Calligraphie

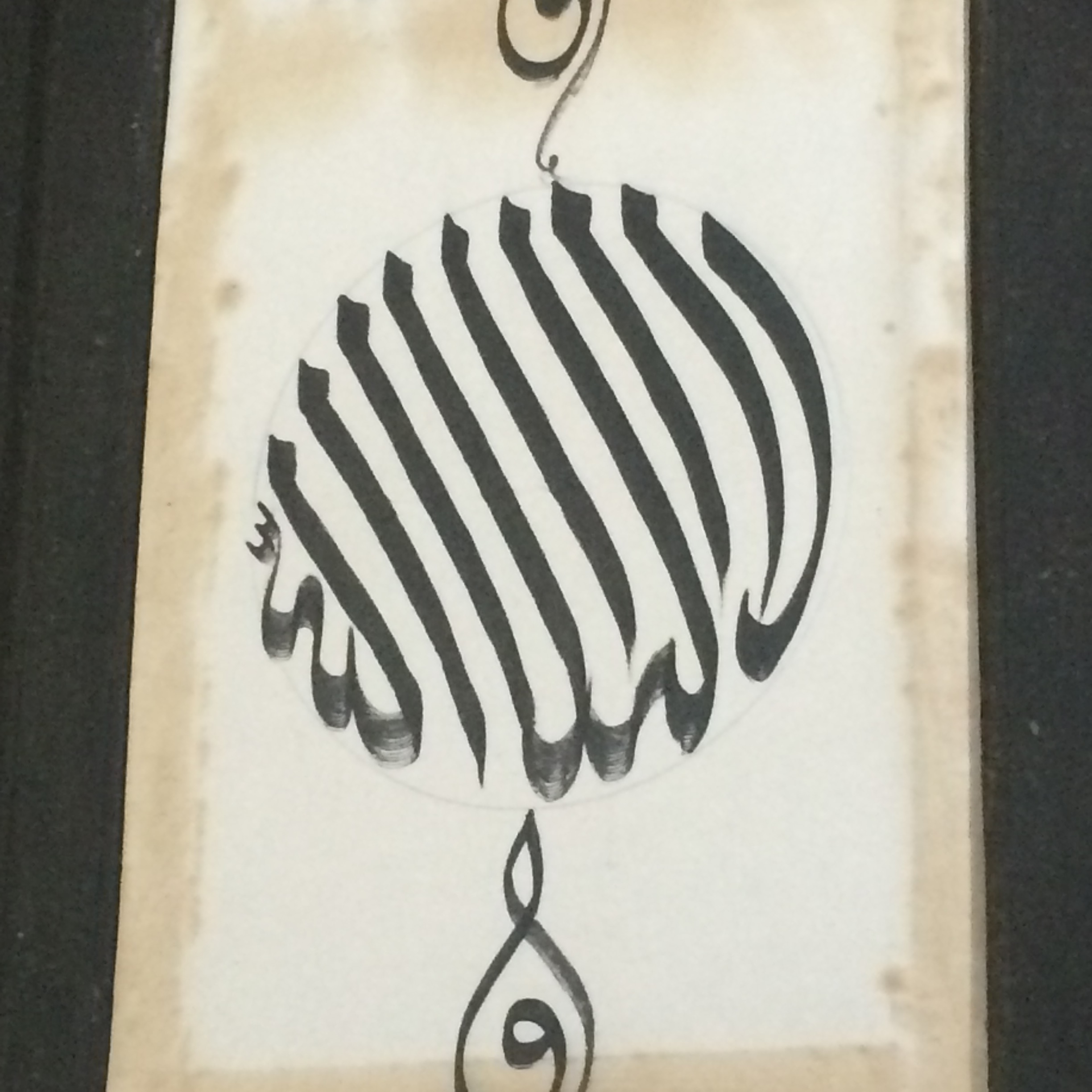
Calligraphie en écriture Sini du premier Chahada (La 'ilāha 'illā Allāh) a la grande mosquée de Xi'an

#### Sini
Le Sini est un type de calligraphie destiné aux adaptations de l'alphabet arabe en chinois. Ce terme faitt référence à tout type de calligraphie chinoise islamique, mais il est habituellement utilisé pour désigner celle qui utilise des effets épais et coniques, bien plus que la calligraphie chinoise. Il est largement utilisé dans les mosquées de la Chine orientale, et dans une moindre mesure dans les provinces de Gansu, Ningxia et Shaanxi. Un célèbre calligraphe Sini est le hadji Noor Deen Mi Guangjiang.

#### Xiao'erjing

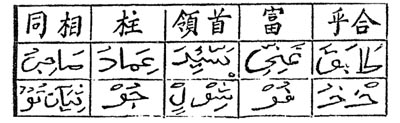
Dictionnaire Chinois-Arabe-Xiao'erjing datant des premiers jours de la république populaire de Chine.

Le Xiao'erjing ou Xiao'erjin (chinois simplifié : 小儿经/小儿锦 ; chinois traditionnel : 小兒經/小兒錦 ; pinyin : Xiǎo'érjīng/Xiǎo'érjǐn, Xiao'erjing: شِيَوْ عَر دٍ) ou, dans sa forme condensée, Xiaojing (chinois simplifié : 小经/消经 ; chinois traditionnel : 小經/消經 ; pinyin : Xiǎojīng/Xiāojīng) est une transcription des langues chinoises avec une écriture arabe. Il est utilisé par plusieurs minorités ethniques de confession musulmane en Chine (principalement les Hui, mais aussi les Dongxiang et les Salar), et anciennement par leurs descendants Dounganes vivant en Asie centrale.

### Arts martiaux
Le développement et la participation musulmane au plus haut niveau du wushu chinois a une longue histoire. Beaucoup de ses racines se trouvent dans la persécution des Musulmans lors de la dynastie Qing. Les Hui ont créé et adapté de nombreux styles de Wushu comme le Baji Quan, le piguazhang, et le liuhequan. Certains endroits étaient connus pour être des centres de wushu musulman, tels que le Xian de Cang dans la province du Hebei. Ces arts martiaux traditionnels Hui étaient très distincts des styles turcs pratiqués dans Xinjiang.

### Terminologie chinoise pour les institutions islamiques
Qīngzhēn (清真) est le terme chinois utilisé pour certaines institutions islamiques. Il signifie littéralement « pure vérité ».
En chinois, halal se dit qīngzhēn cài (清真菜) ou « nourriture de pure vérité ». Une mosquée est appelée qīngzhēn sì (清真寺) ou « temple de pure vérité ».

### Littérature
Le Han Kitab est un recueil de textes islamiques chinois écrits par des musulmans chinois, qui synthétisent l'islam et le confucianisme. Il a été écrit au début du XVIIIe siècle, sous la dynastie Qing. Han est le mot que les chinois utilisent pour désigner leur peuple et kitab (ketabu en chinois) est le mot arabe pour livre. Liu Zhi a écrit le Han Kitab à Nankin au début du XVIIIe siècle et a inclus les œuvres de Wu Sunqie, Zhang Zhong et Wang Daiyu dans son ouvrage.
Le Han Kitab a été largement lu et approuvé par des musulmans chinois ultérieurs tels que Ma Qixi, Ma Fuxiang et Hu Songshan. Tous pensent que l'Islam peut être compris à travers le confucianisme.

### Éducation
De nombreux étudiantes et étudiants chinois partent étudier à l'Université islamique internationale d'Islamabad pour acquérir des connaissances sur l'Islam. Pour certains groupes musulmans en Chine, tels que les minorités Hui et Salar, la mixité est mal vue ; pour d'autres groupes, comme les Ouïghours, elle ne l'est pas.

### Femmes imams
À l'exception de la Chine, il y a très peu de mosquées dirigées par des femmes dans le monde.

## Musulmans Chinois célèbres

### Explorateurs
- Zheng He, marin et explorateur.
- Fei Xin (en), le traducteur de Zheng He.
- Ma Huan, un compagnon de Zheng He.

### Guerriers
- Généraux de la dynastie Qing:
  - Dong Fuxiang (en)
  - Ma Rulong (en)
  - Ma Xinyi (en) (fin de la dynastie Qing)
- Généraux de la république de Chine:
  - Ma Zhancang (en)
  - Ma Fuyuan (en)
  - Ma Ju-lung (en)
  - Ma Zhanhai (en)
  - Bai Chongxi
  - Ma Ching-chiang (en) (Lt. General)
- Chef de la guerre de la Clique des Ma (guerre civile chinoise/république de Chine):
  - Ma Bufang
  - Ma Fuxiang
  - Ma Hongkui (en)
  - Ma Dunjing (1910-2003) (en)
  - Ma Hongbin (en)
  - Ma Dunjing (1906-1972) (en)
  - Ma Lin
  - Ma Qi
  - Ma Hu-shan (en)
  - Ma Zhan'ao
  - Ma Qianling
  - Ma Fushou (en)
  - Ma Fulu (en)
  - Ma Anliang (en)
  - Ma Guoliang
  - Ma Buqing
  - Ma Bukang (en)
  - Ma Jiyuan (en)
  - Ma Chengxiang (en)
  - Ma Haiyan (en)
- Généraux de la 36éme Division (Armée nationale révolutionnaire) (en):
  - Ma Sheng-kuei (en)
  - Su Chin-shou (en)
  - Pai Tzu-li (en)
- Du Wenxiu (en), Ma Hualong (en) et Ma Zhan'ao, chefs de la Révolte des Panthay au Yunnan et de la Révolte des Dounganes dans l'ouest de la Chine.
- Ma Shenglin, grand-oncle de Ma Shaowu, fait partie des rebelles durant la Révolte des Panthay.
- Ma Zhanshan, fait partie de la guérilla durant la Guerre sino-japonaise (1937-1945).
- Ma Xiao, un commandant de brigade ayant servi sous les ordres du Seigneur de la guerre Liu Wenhui.
- Zuo Baogui (en) (1837–1894), Général Musulman au service de la dynastie Qing et originaire du Shandong, qui meurt en défendant Pyongyang, en Corée, contre les Japonais[239],[240],[241],[242],[243].

### Religieux
- Liu Zhi (en) (vers 1660 – vers 1739), auteur Islamique (dynastie Qing).
- Qi Jingyi (en)(1656–1719), Maitre soufi qui a introduit la confrérie Qadiriyya en Chine.
- Ma Laichi (en)(1681?-1766?), Maitre soufi qui a introduit la confrérie Khufiyya (en) Naqshbandiyya en Chine.
- Ma Mingxin (en) (1719–1781), fondateur de la confrérie Jahriyya Naqshbandiyya.
- Ma Wanfu (en), fondateur de la secte soufi Yihewani (en).
- Ma Qixi (en) (1857–1914), fondateur de la secte Xidaotang (en).
- Ma Yuanzhang (en), Chef soufi de la confrérie Jahriyya.
- Wang Jingzhai (en), un des quatre célèbres imams de la période républicaine
- Hu Songshan (en)(1880–1956), réformateur Yihewani (en) et nationaliste Chinois.

### Lettrés et écrivains
- Bai Shouyi (en), historien.
- Tohti Tunyaz (en), historien.
- Ma Zhu, érudit Islamique et partisan des Ming du Sud.
- Yousouf Ma Dexin (en), auteur de la première traduction en chinois du Coran.
- Mohamed Ma Jian (en), auteur de la plus populaire des traductions en chinois du Coran.
- Wang Daiyu (en), Superviseur en chef de l'observatoire impérial (dynastie Ming), surnommé le "Maitre des Quatre Religions" en raison de sa connaissance approfondie de l'islam, du bouddhisme, du taoïsme et du confucianisme[244].
- Zhang Chengzhi, auteur contemporain.
- Pai Hsien-yung, auteur contemporain et fils de Bai Chongxi.
- Yousouf Liu Baojun (en), auteur contemporain et historien.

### Hauts fonctionnaires
- Ma Xinyi (en), (馬新貽), haut-fonctionnaire et général de la fin de la dynastie Qing.
- Ma Linyi (en) Ministre de l'éducation du Gansu
- Tang Kesan (en), représentant du Kuomintang a Xikang

### Arts Martiaux
- Ma Xianda (en), artiste martial.
- Wang Zi-Ping (en), artiste martial et membre des Poings de la justice et de la concorde (« Boxers ») pendant la Révolte des Boxers.
- Chang Dongsheng, artiste martial et professeur de Shuai jiao.

### Arts
- Noor Deen Mi Guangjiang (en), calligraphe.